# 2023
2023 (MMXXIII) là một năm thường bắt đầu vào Chủ nhật của lịch Gregory, năm thứ 2023 của Công nguyên hay của Anno Domini, the năm thứ 23  của thiên niên kỷ 3 and the thế kỷ 21, và năm thứ  4   của thập niên 2020. 

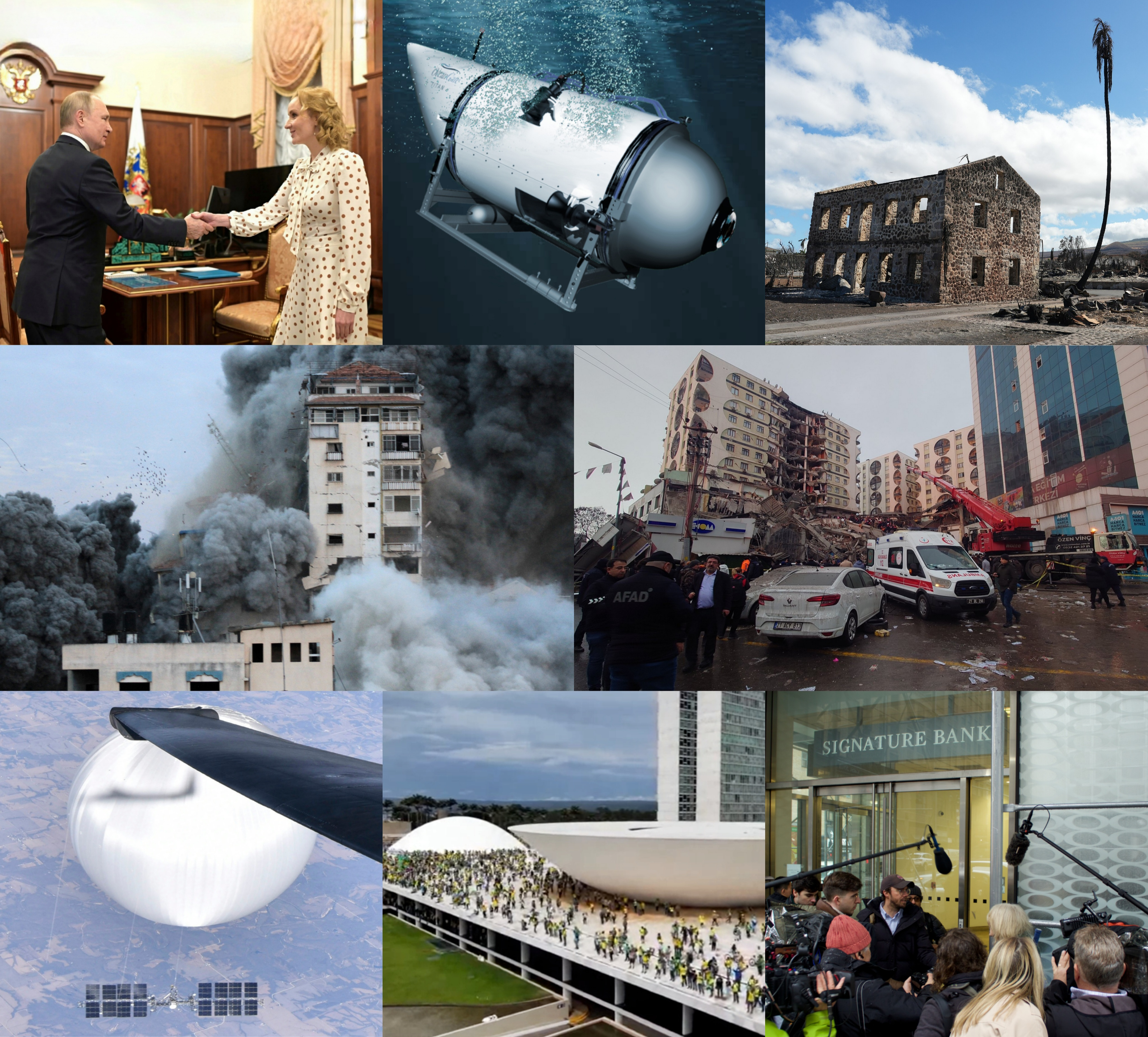
Theo chiều kim đồng hồ, từ trên cùng bên trái: Tòa án Hình sự Quốc tế phát lệnh bắt giữ
Tổng thống Nga Vladimir Putin và Maria Lvova-Belova; Tàu lặn Titan phát nổ trong chuyến thám hiểm du lịch xác tàu Titanic; Gần 115 người thiệt mạng trong các vụ cháy rừng ở Hawaii; Trận động đất với cường độ 7,8 độ richter tấn công biên giới Thổ Nhĩ Kỳ và Syria khiến 62,000 người thiệt mạng; Nhiều vụ phá sản ngân hàng tại Hoa Kỳ gây thoái hóa thị trường chứng khoán toàn cầu; những người ủng hộ cựu tổng thống Brazil Jair Bolsonaro xông vào Quốc hội sau kết quả bầu cử chung năm 2022 và lễ nhậm chức của người kế nhiệm ông Luiz Inácio Lula da Silva; một chiếc khinh khí cầu do thám có nguồn gốc từ Trung Quốc bị phát hiện trên không phận Hoa Kỳ, gia tăng căng thẳng quan hệ giữa hai siêu cường quốc; Hamas phát lệnh tấn công Israel, khởi đầu cho chiến tranh Israel–Hamas khiến hơn 25.000 người thiệt mạng chỉ riêng trong năm 2023.

Năm 2023 là năm có tín hiệu tích cực đại dịch COVID-19 (hay còn gọi là WHO đã kết thúc tình trạng khẩn cấp về sức khỏe toàn cầu), sự tiếp diễn Nga xâm lược Ukraina, xung đột vũ trang ở Sudan bắt đầu vào tháng 4. Vào tháng 10, Israel đã tuyên bố tình trạng chiến tranh chống lại Dải Gaza sau cuộc tấn công của Hamas. Năm 2023 là năm có nhiều thảm họa thiên nhiên thảm khốc, bao gồm trận động đất kinh hoàng Thổ Nhĩ Kỳ và Syria, khiến gần 60.000 người thiệt mạng, Bão Freddy, cơn bão nhiệt đới kéo dài nhất được ghi nhận trong lịch sử, khiến hơn 1.400 người thiệt mạng.
Năm 2023 cũng chứng kiến một cuộc khủng hoảng ngân hàng dẫn đến sự sụp đổ của nhiều ngân hàng khu vực của Mỹ cũng như việc UBS mua lại Credit Suisse. Trong số các ngân hàng Mỹ, hai ngân hàng lớn nhất đã sụp đổ là Ngân hàng Thung lũng Silicon và Ngân hàng First Republic trong lịch sử Hoa Kỳ.
Năm 2023 cũng chứng kiến cái chết của các nhân vật nổi tiếng gồm Vua Hy Lạp Konstantinos II, cựu Tổng thống Pakistan Pervez Musharraf, cựu Thủ tướng Ý Silvio Berlusconi và các nhạc sĩ Burt Bacharach, Tina Turner và Tony Bennett đều qua đời.

## Sự kiện

### Tháng 1
- 1 tháng 1:
  - Bộ Nông nghiệp, Lâm nghiệp và Thủy sản (Nhật Bản) xác nhận ít nhất 11 trang trại chăn nuôi đã bị nhiễm cúm gia cầm H5N1 trên toàn quốc và đã tiêu hủy hơn 10 triệu con gia cầm.[1]
  - Croatia thông qua euro và trở thành quốc gia thành viên thứ 20 của khu vực đồng euro. Đây là lần mở rộng đầu tiên của liên minh tiền tệ kể từ khi Litva gia nhập 2015.[2]
  - Croatia gia nhập Khối Schengen và trở thành quốc gia thành viên thứ 27 của khu vực đi lại không cần hộ chiếu của Châu Âu. Đây là lần mở rộng đầu tiên của khu vực du lịch không cần hộ chiếu của Châu Âu kể từ khi Liechtenstein gia nhập vào 2011.[3]
  - Luiz Inácio Lula da Silva tuyên thệ nhậm chức Tổng thống Brasil.[4]
  - Quá trình chuyển đổi Bảng chữ cái Latin của Uzbekistan đã hoàn tất.[5]
- 2 tháng 1: Ít nhất 2 lính cứu hỏa và 3 dân thường thiệt mạng trong một cuộc tấn công khủng bố của lực lượng Hồi giáo cực đoan tại đường cao tốc giữa Bamako và Ségou[6]
- 3 tháng 1: Mạng xã hội Twitter đã nới lỏng chính sách cấm quảng cáo có nội dung chính trị, đồng thời cho phép đăng tải nhiều hơn các quảng cáo có nội dung chính đáng trên nền tảng mạng xã hội này.[7]
- 4 tháng 1: 
  - Bộ Nội vụ Philippines đã ra lệnh cho tất cả đại tá và tướng lĩnh cảnh sát nộp đơn từ chức vì bị cáo buộc liên quan đến buôn bán ma túy.[8]
  - Tòa án tối cao Tây Ban Nha sẽ điều tra về vụ bắt cóc và tra tấn hai công dân Tây Ban Nha có liên quan đến hai con trai của tổng thống Guinea Xích Đạo Teodoro Obiang Nguema Mbasogo.[9]
- 5 tháng 1: 
  - Triều Tiên tổ chức cuộc mít tinh quy mô lớn thể hiện quyết tâm thực hiện các cam kết được đưa ra tại Hội nghị toàn thể đảng Lao động Triều Tiên.[10]
  - Lễ tang Giáo hoàng Biển Đức XVI được diễn ra ở Quảng trường Thánh Phêrô, Thành Vatican.[11]
- 6 tháng 1:
  - Đại dịch COVID-19: Thái Lan ghi nhận ca mắc COVID-19 đầu tiên nhiễm biến thể XAY.2[12]
- 7 tháng 1: 
  - Núi lửa Marapi ở tỉnh Tây Sumatra, Indonesia đã bất ngờ phun trào mạnh.[13]
  - Ít nhất 1 người chết và 57 người bị thương khi hai đoàn tàu điện đâm vào nhau trong đường hầm ở thành phố México.[14]
  - Nga xâm lược Ukraina: Tổng thống Ukraina Volodymyr Zelensky ký sắc lệnh áp đặt trừng phạt 119 người Nga bao gồm: Đạo diễn phim Nikita Mikhalkov, Tổng giám đốc tập đoàn truyền thông Rossiya Segodnya, Tổng biên tập kênh truyền hình RT, một số ca sỹ và diễn viên của Nga.[15]
  - Sau 15 vòng bỏ phiếu, lãnh đạo đảng Cộng hòa tại Hạ viện Hoa Kỳ, ông Kevin McCarthy đã được bầu làm Chủ tịch Hạ viện Hoa Kỳ.[16]
  - Ít nhất 1 người chết và hơn 70 người bị thương sau khi một cuộc bạo loạn xảy ra tại một nhà tù ở phía tây thành phố Yangon, Myanmar.[17]
  - Một vụ lật xe khách xảy ra ở Naypyidaw, Myanmar làm 5 người chết và 23 người khác bị thương.[18]
- 8 tháng 1: 
  - Đại dịch COVID-19: Trung Quốc sẽ dỡ bỏ các yêu cầu kiểm dịch đối với du khách quốc tế để chuyển sang giai đoạn sống chung với dịch.[19]
  - Trung Quốc tuyên bố sẽ mở cửa biên giới đối với Đặc khu hành chính Hồng Kông, chấm dứt 3 năm hạn chế đã cô lập trung tâm tài chính này với Trung Quốc đại lục.[20]
  - Ít nhất 17 người chết và 22 người bị thương khi một chiếc xe tải đâm vào đám tang ở huyện Nam Xương, Giang Tây.[21]
  - Ít nhất 38 người thiệt mạng và 87 người khác bị thương trong vụ va chạm  giữa hai xe buýt xảy ra tại khu vực gần thành phố Kaffrine, miền Trung Sénégal.
- 9 tháng 1: 
  - Đại dịch COVID-19 tại Nhật Bản: Số ca tử vong COVID-19 tại Nhật Bản vượt mốc 60.000 ca.[22]
  - Ủy ban Giao dịch và Chứng khoán Hoa Kỳ tuyên bố phạt cựu Giám đốc điều hành của McDonald's, Steve Easterbrook 400.000 USD và cấm ông làm việc cho một công ty đại chúng trong 5 năm, vì lừa gạt các nhà đầu tư về thông tin liên quan đến việc ông bị chấm dứt hợp đồng năm 2019.
- 10 tháng 1: 
  - Microsoft đã ngừng hỗ trợ mọi kỹ thuật đối với Windows 7 (hỗ trợ bản cập nhật trả phí) và Windows 8.1, đồng thời người dùng không thể tải ứng dụng trong Microsoft Store.[23][24][25]
  - Cơ quan chống tham nhũng Indonesia, đã tiến hành bắt giữ Lukas Enembe, thống đốc tỉnh Papua vì tội hối lộ để đổi lấy hợp đồng xây dựng công trình.[26]
  - Chính phủ Peru ban hành lệnh giới nghiêm tại vùng Puno nhằm ngăn chặn các cuộc biểu tình bạo lực xảy ra tại khu vực, trong bối cảnh đụng độ giữa người biểu tình và lực lượng an ninh vào ngày 9 tháng 1 đã khiến ít nhất 18 người thiệt mạng.
  - Tòa án Tối cao Brasil đã ra lệnh bắt giữ ông Anderson Torres (cựu Bộ trưởng Tư pháp dưới thời chính quyền của cựu Tổng thống Jair Bolsonaro từ 2019 đến 2022) để điều tra về những sai phạm liên quan tới vụ tấn công của các nhóm cực hữu ủng hộ ông Jair Bolsonaro vào trụ sở các cơ quan công quyền của Brasil hồi cuối tuần qua.
- 11 tháng 1 – 31 tháng 1: Giải vô địch bóng ném nam thế giới 2023 tổ chức tại Ba Lan và Thụy Điển, đội tuyển bóng ném quốc gia Đan Mạch giành chức vô địch trong giải đấu này.
- 12 tháng 1: Cơ quan giám sát bảo vệ dữ liệu của Pháp (CNIL) đã phạt TikTok 5,4 triệu euro vì thao túng quy trình đồng ý cookie[27]
- 13 tháng 1 – 14 tháng 1: Bầu cử tổng thống Cộng hòa Séc 2023[28]
- 14 tháng 1: Chung kết Hoa hậu Hoàn vũ 2022 tổ chức tại Hoa Kỳ, R'Bonney Gabriel giành chiến thắng trong cuộc thi này.
- 15 tháng 1: Một máy bay chở khách ATR 72 của Chuyến bay 691 của Yeti Airlines bị rơi ở vùng Pokhara, miền Trung Nepal, tất cả 72 hành khách trên máy bay đã thiệt mạng.[29]
- 16 tháng 1:
  - Một vụ nổ khí gas đã xảy ra tại tòa nhà chung cư 2 tầng ở vùng Sirdarya, miền Trung Uzbekistan làm 2 người chết và 1 người bị thương.
  - Bộ trưởng Quốc phòng nước Đức bà Christine Lambrecht, đã chính thức gửi đơn từ chức lên Thủ tướng Olaf Scholz[30]
- 18 tháng 1: Google chính thức đóng cửa dịch vụ phát trực tuyến trò chơi Stadia[31][32]
- 20 tháng 1: Ngân hàng Nhật Bản báo cáo lạm phát ở Nhật Bản đã tăng 4,0% trong tháng 12 năm 2022, mức tăng cao nhất được ghi nhận kể từ năm 1981[33]
- 23 tháng 1:
  - Tổ chức khủng bố Nhà nước Hồi giáo (IS) tự xưng đã thừa nhận thực hiện vụ tấn công ngôi làng Mukungwe ở miền Đông Cộng hòa Dân chủ Congo khiến ít nhất 23 dân thường thiệt mạng.[34]
  - Quỹ Tiền tệ Quốc tế (IMF) đã phê duyệt khoản viện trợ khẩn cấp 105 triệu USD cho Haiti, quốc gia đang trải qua khủng hoảng nhân đạo trầm trọng hơn do lạm phát toàn cầu gần đây.[35]
  - Hungary lên tiếng phản đối lệnh trừng phạt hạt nhân của Liên minh châu Âu nhằm vào Nga vì các biện pháp trừng phạt có thể đưa Liên minh châu Âu vào ngõ cụt và làm hại người châu Âu nhiều hơn người Nga.
- 24 tháng 1: Ít nhất một người chết và hai người bị thương trong một trận động đất có độ lớn 5,6 Richter xảy ra ở khu vực đồi núi Bajura, cách thủ đô Kathmandu của Nepal 400 km về phía Tây.
- 25 tháng 1: 
  - Chris Hipkins tuyên thệ nhậm chức Thủ tướng New Zealand.
  - Một con tàu của Hồng Kông chở 22 người bị lật úp ngoài khơi Nhật Bản, 13 thành viên được giải cứu nhưng 2 người đã tử vong trên đường cấp cứu và hiện tại vẫn còn 9 người mất tích.[36]
- 30 tháng 1: Ít nhất 101 người chết và hơn 220 người bị thương trong vụ đánh bom tại một nhà thờ Hồi giáo ở Peshawar, Pakistan[37]

### Tháng 2
- 1 – 12 tháng 2: Giải vô địch bóng đá thế giới các câu lạc bộ 2022 tổ chức tại Maroc, câu lạc bộ bóng đá Real Madrid giành chức vô địch trong giải đấu này.
- 2 tháng 2: 
  - Ngân hàng Trung ương Châu Âu và Ngân hàng Anh mỗi bên tăng lãi suất thêm 0,5 điểm phần trăm để chống lạm phát, một ngày sau Cục Dự trữ Liên bang Hoa Kỳ tăng tỷ lệ quỹ liên bang lên 0,25 điểm phần trăm.[38]
  - Sau khi Liên minh châu Âu bổ sung một số sản phẩm mới vào danh sách thực phẩm được phê duyệt, Qatar đã ban hành lệnh cấm tiêu thụ thực phẩm liên quan đến côn trùng vì lý do các sản phẩm từ côn trùng không đáp ứng những yêu cầu về quy định kỹ thuật đối với thực phẩm Halal.[39]
- 3 tháng 2: 
  - Julius Kivimäki, đối tượng mang quốc tịch Phần Lan bị Europol đưa vào danh sách truy nã đặc biệt vào tháng 11 năm 2022 đã bị bắt tại Pháp.[40][41][42][43][44][45][46]
  - Ít nhất 11 người đã thiệt mạng và 36 người khác bị thương trong vụ sập lò sấy ngô ở huyện Gasabo, ngoại ô thủ đô Kigali, Rwanda.[47]
- 6 tháng 2: Một trận động đất 7,8m tấn công tỉnh Gaziantep ở đông nam Thổ Nhĩ Kỳ. Một cơn dư chấn 7,5m xảy ra cùng ngày ở tỉnh Kahramanmaraş gần đó. Thiệt hại lan rộng và ít nhất 5.100 người chết ở Thổ Nhĩ Kỳ và Syria, với hơn 24.000 người bị thương.[48][49][50][51][52][53]
- 7 tháng 2: Google Chrome chính thức ngừng hỗ trợ Windows 7, Windows 8.1 và Windows Server 2012.[54][55]
- 8 tháng 2: Loạt phim hoạt hình Skibidi Toilet chính thức lên sóng trên YouTube.
- 10 tháng 2: Avalanche Software và  Warner Bros. Games phát hành trò chơi điện tử hành động nhập vai Hogwarts Legacy.
- 13 tháng 2: Bộ Y tế Guinea Xích Đạo xác nhận 9 ca tử vong liên quan đến đợt bùng phát Virus Marburg tháng trước.[56]
- 16 tháng 2: Chung kết Hoa hậu Sắc đẹp Quốc tế 2023 tổ chức tại Việt Nam, Luma Russo giành chiến thắng trong cuộc thi này.
- 21 tháng 2: Vladimir Putin tuyên bố Nga sẽ đình chỉ Hiệp ước cắt giảm vũ khí tấn công chiến lược mới.[57][58]
- 25 tháng 2: Tổng tuyển cử Nigeria năm 2023: Bola Tinubu được bầu làm tổng thống của Nigeria, đánh bại cựu phó tổng thống Atiku Abubakar và Peter Obi.[59][60]
- 28 tháng 2: Ít nhất 57 người thiệt mạng trong một vụ tai nạn tàu hỏa xảy ra ở Thessalía, Hy Lạp.[61]

### Tháng 3
- 1 – 18 tháng 3: Cúp bóng đá U-20 châu Á 2023 tổ chức tại Uzbekistan, đội tuyển bóng đá U-20 quốc gia Uzbekistan giành chức vô địch trong giải đấu này.
- 1 tháng 3: 
  - Hamad bin Hamoud al-Tamimi, thủ lĩnh hàng đầu của Al-Qaeda ở Bán đảo Ả Rập đã thiệt mạng trong một cuộc không kích của Hoa Kỳ tại Yemen.[62]
  - Quốc hội Israel đã thông qua dự luật cho phép áp dụng hình phạt tử hình đối với những người bị kết tội khủng bố giết hại công dân Israel.[63][64][65]
  - Ủy ban Bảo vệ Dữ liệu cá nhân Thổ Nhĩ Kỳ phạt TikTok 93.000 USD vì không thực hiện đầy đủ các biện pháp để bảo vệ người dùng khỏi việc xử lý trái phép dữ liệu.[66]
- 2 tháng 3: Võ Văn Thưởng tuyên thệ nhậm chức Chủ tịch nước Việt Nam [67]
- 3 tháng 3: 
  - Ethan Melzer, cựu binh nhì lục quân mang quốc tịch Hoa Kỳ bị phạt 45 năm tù giam vì âm mưu bắt tay với một nhóm tân phát xít và khủng bố cực đoan để tàn sát đồng đội.[68]
  - Nhà hoạt động nhân quyền Belarus Ales Bialiatski, người từng được trao tặng giải Nobel Hòa bình bị kết án 10 năm tù vì tội tổ chức biểu tình chống chế độ độc tài Alexander Lukashenko[69]
  - Một vụ đánh bom nhắm vào đoàn xe quân sự đã xảy ra tại tỉnh Narathiwat, miền Nam Thái Lan khiến hai binh sĩ chết tại chỗ và một người khác bị thương.[70][71]
  - Ít nhất 17 người chết và 50 người bị thương trong vụ hỏa hoạn tại một trạm nhiên liệu của công ty năng lượng nhà nước Pertamina ở Jakarta, Indonesia.[72]
- 5 tháng 3: Cuộc bầu cử quốc hội Estonia năm 2023 được tổ chức.[73]
- 10 tháng 3:
  - Bầu cử chủ tịch nước Cộng hòa Nhân dân Trung Hoa năm 2023: Đại hội đại biểu Nhân dân toàn quốc nhất trí bầu lại Tập Cận Bình làm Chủ tịch nước Trung Hoa cho nhiệm kỳ thứ ba chưa từng có.[74]
  - Iran và Ả Rập Xê-út đồng ý nối lại quan hệ ngoại giao đã bị cắt đứt vào năm 2016.[75]
  - Ngân hàng Thung lũng Silicon, ngân hàng lớn thứ 16 tại Hoa Kỳ, thất bại, tạo ra vụ phá sản ngân hàng lớn nhất kể từ Khủng hoảng tài chính 2007–08, ảnh hưởng đến các công ty trên khắp thế giới.[76][77]
- 21 tháng 3: Google chính thức khai tử Google Street View[78][79]

### Tháng 4
- 2 tháng 4:
  - Cuộc Bầu cử quốc hội Bungari năm 2023 được tổ chức nhằm nỗ lực chấm dứt tình trạng bế tắc chính trị do hậu quả của Khủng hoảng chính trị Bungari năm 2021–2023.[80]
  - Cuộc Cuộc bầu cử tổng thống Montenegro năm 2023 được tổ chức, với Jakov Milatović của phong trào Châu Âu ngay bây giờ! giành chiến thắng ở vòng hai, trở thành tổng thống đầu tiên không từ đảng DPS kể từ khi giới thiệu hệ thống đa đảng vào năm 1990.[81]
  - Cuộc Bầu cử nghị viện Phần Lan năm 2023 được tổ chức với Liên minh Quốc gia trung hữu do Petteri Orpo lãnh đạo nhận được nhiều phiếu bầu nhất.[82]
  - Cuộc Cuộc bầu cử quốc hội Andorran năm 2023 được tổ chức với phán quyết Đảng viên Đảng Dân chủ cho Andorra do Thủ tướng Xavier Espot Zamora lãnh đạo đã giành được đa số ghế.[83]
- 4 tháng 4: Phần Lan trở thành thành viên thứ 31 của NATO, tăng gấp đôi biên giới của liên minh với Nga.[84]
- 11 tháng 4: Microsoft chính thức khai tử Microsoft Office 2013[85][86]
- 14 tháng 4: Ấn Độ chính thức vượt Trung Quốc trở thành quốc gia có dân số đông nhất thế giới.

### Tháng 5
- 5 tháng 5 – 17 tháng 5: Đại hội Thể thao Đông Nam Á 2023 tổ chức tại Campuchia.
- 5 tháng 5:
  - Ít nhất 1 người chết và 34 người bị thương trong trận Động đất Ishikawa.
  - Tổ chức Y tế Thế giới (WHO) chính thức chấm dứt tình trạng khẩn cấp toàn cầu do COVID-19.
- 6 tháng 5: Lễ đăng quang của Quốc vương Charles III.[87]
- 9 tháng 5 – 13 tháng 5: Cuộc thi Eurovision Song Contest 2023 tại Liverpool, Anh.[88] Thí sinh người Thụy Điển Loreen dành giải nhất cuộc thi với bài hát "Tattoo".[89]
- 20 tháng 5 – 11 tháng 6: Giải vô địch bóng đá U-20 thế giới 2023 tổ chức tại Argentina, đội tuyển bóng đá U-20 quốc gia Uruguay giành chức vô địch trong giải đấu này.
- 30 tháng 5: Cầu Vĩnh Tuy Hà Nội chính thức hợp long cầu.

### Tháng 6
- 2 tháng 6: Tai nạn đường sắt thảm khốc tại bang Odisha, Ấn Độ làm ít nhất 288 người chết và hơn 1000 người bị thương.[90][91]
- 3 tháng 6 – 9 tháng 6: Đại hội Thể thao Người khuyết tật Đông Nam Á 2023 tổ chức tại Campuchia.
- 6 tháng 6: Nga xâm lược Ukraina: đập Nova Kakhovka ở do Nga kiểm soát khu vực của Kherson là đã bị phá hủy, đe dọa khu vực bằng lũ lụt tàn phá.[92][93]
- 11 tháng 6: Một vụ tấn công bằng súng vào trụ sở Ủy ban Nhân dân 02 xã Ea Tiêu và Ea Ktur thuộc huyện Cư Kuin của tỉnh Đắk Lắk làm 09 người chết và 02 người bị thương.[94][95]
- 13 tháng 6: Ít nhất 103 người thiệt mạng khi một chiếc thuyền cưới lật úp trên Sông Niger ở Bang Kwara, Nigeria.[96]
- 14 tháng 6:
  - Các nhà khoa học báo cáo việc tạo ra phôi người tổng hợp đầu tiên từ tế bào gốc, mà không cần các tế bào tinh trùng hoặc trứng.[97]
  - Ít nhất 80 người chết và 500 người được báo cáo là mất tích sau khi thuyền chở người di cư bị lật ngoài khơi Peloponnese.[98]
- 15 tháng 6 – 2 tháng 7: Cúp bóng đá U-17 châu Á 2023 tổ chức tại Thái Lan, đội tuyển bóng đá U-17 quốc gia Nhật Bản giành chức vô địch trong giải đấu này.
- 18 tháng 6: Một tàu lặn chở năm người đi mất tích trong khi cố gắng xem xác tàu đắm của Titanic.[99]
- 24 tháng 6 – 16 tháng 7: Cúp Vàng CONCACAF 2023 tổ chức tại Hoa Kỳ và Canada, đội tuyển bóng đá quốc gia México giành chức vô địch trong giải đấu này.
- 24 tháng 6: Chung kết Hoa hậu Chuyển giới Quốc tế 2023 tổ chức tại Thái Lan, Solange Dekker giành chiến thắng trong cuộc thi này.

### Tháng 7
- 1 tháng 7: Tây Ban Nha sẽ đảm nhận Chủ tịch Hội đồng châu Âu vào nửa cuối năm 2023.
- 14 tháng 7: Chung kết Hoa hậu Siêu quốc gia 2023 tổ chức tại Ba Lan, Andrea Aguilera giành chiến thắng trong cuộc thi này.
- 15 tháng 7: Chung kết Nam vương Siêu quốc gia 2023 tổ chức tại Ba Lan, Iván Álvarez giành chiến thắng trong cuộc thi này.
- 20 tháng 7 – 20 tháng 8: Giải vô địch bóng đá nữ thế giới 2023 tổ chức tại Úc và New Zealand, đội tuyển bóng đá nữ quốc gia Tây Ban Nha giành chức vô địch trong giải đấu này.
- 23 tháng 7: Tổng tuyển cử Campuchia 2023.
- 29 tháng 7: Một kho pháo hoa ở miền nam Thái Lan phát nổ khiến ít nhất 10 người thiệt mạng và hơn 120 người bị thương.[100]

### Tháng 8
- 12 tháng 8: Tai nạn giữa hai xe tải và một xe ô tô 4 chỗ trên tuyến quốc lộ 14 ở huyện Chư Pưh, tỉnh Gia Lai khiến 3 người thiệt mạng (trong số đó đều là các thành viên của Câu lạc bộ bóng đá Hoàng Anh Gia Lai).[101]
- 17 – 26 tháng 8:  Giải vô địch bóng đá U-23 Đông Nam Á 2023 tổ chức tại Thái Lan, đội tuyển bóng đá U-23 quốc gia Việt Nam giành chức vô địch trong giải đấu này.
- 18 tháng 8: Chú chó Balltze "Cheems" qua đời.
- 19 – 27 tháng 8: Giải vô địch điền kinh thế giới 2023 tổ chức tại Budapest, Hungary.
- 25 tháng 8 – 10 tháng 9: Giải vô địch bóng rổ thế giới 2023 tổ chức tại Philippines, Nhật Bản và Indonesia.
- 31 tháng 8: Microsoft chính thức khai tử Kaizala, sau thời gian này tất cả người dùng sẽ chuyển đến Microsoft Teams[102]

### Tháng 9
- 8 tháng 9 – 28 tháng 10: Giải vô địch bóng bầu dục thế giới 2023 tổ chức tại Pháp.
- 9 tháng 9: Động đất tại Maroc đã làm ít nhất 2,946 người chết và 5,674 người bị thương.[103]
- 10 tháng 9 - 11 tháng 9: Tổng thống Hoa Kỳ Joe Biden thăm cấp nhà nước tới nước Cộng hòa xã hội chủ nghĩa Việt Nam theo lời mời của Tổng Bí thư Nguyễn Phú Trọng.
- 12 tháng 9: Ca sĩ Khởi My chính thức quay trở lại đường đua âm nhạc Việt Nam sau gần 6 năm tạm ngừng ca hát với MV "Từ ngày anh xa" do nhạc sĩ Bảo Thạch sáng tác.
- 12 tháng 9: Vụ hỏa hoạn chung cư mini ở Khương Hạ, Hà Nội khiến 56 người tử vong.[104]
- 23 tháng 9 – 8 tháng 10: Đại hội Thể thao châu Á 2022 tổ chức tại Hàng Châu, Trung Quốc.
- 24 tháng 9: Khủng hoảng Niger 2023: Tổng thống Pháp Emmanuel Macron thông báo rằng Pháp sẽ chấm dứt hiện diện quân sự ở Niger và sẽ triệu hồi đại sứ khỏi nước này.[105]

### Tháng 10
- 10 tháng 10 – 19 tháng 11: Giải vô địch thế giới Liên Minh Huyền Thoại 2023 tổ chức tại Hàn Quốc, đội T1 giành chức vô địch trong giải đấu này.
- 14 tháng 10: Tổng tuyển cử New Zealand 2023.
- 25 tháng 10: Chung kết Hoa hậu Hòa bình Quốc tế 2023 tổ chức tại Việt Nam, Luciana Fuster giành chiến thắng trong cuộc thi này.
- 26 tháng 10: Chung kết Hoa hậu Quốc tế 2023 tổ chức tại Nhật Bản, Andrea Rubio giành chiến thắng trong cuộc thi này.

### Tháng 11
- 10 tháng 11 – 2 tháng 12: Giải vô địch bóng đá U-17 thế giới 2023 tổ chức tại Indonesia, đội tuyển bóng đá U-17 quốc gia Đức giành chức vô địch trong giải đấu này.
- 18 tháng 11: Chung kết Hoa hậu Hoàn vũ 2023 tổ chức tại El Salvador, Sheynnis Palacios giành chiến thắng trong cuộc thi này.
- 25 tháng 11: Chung kết Hoa hậu Du lịch Quốc tế 2023 tổ chức tại Malaysia, Tia Li Taveepanichpan giành chiến thắng trong cuộc thi này.

### Tháng 12
- 12 – 22 tháng 12: Giải vô địch bóng đá thế giới các câu lạc bộ 2023 tổ chức tại Ả Rập Xê Út, câu lạc bộ bóng đá Manchester City giành chức vô địch trong giải đấu này.
- 20 tháng 12:
  - Tổng tuyển cử Cộng hòa Dân chủ Congo 2023.
  - Giải thưởng VinFuture 2023 tổ chức tại Việt Nam.
- 22 tháng 12: Chung kết Hoa hậu Trái Đất 2023 tổ chức tại Việt Nam, Drita Ziri giành chiến thắng trong cuộc thi này.

## Mất

### Tháng 1
- 1 tháng 1

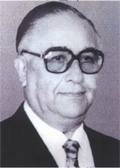
Abdelsalam Majali

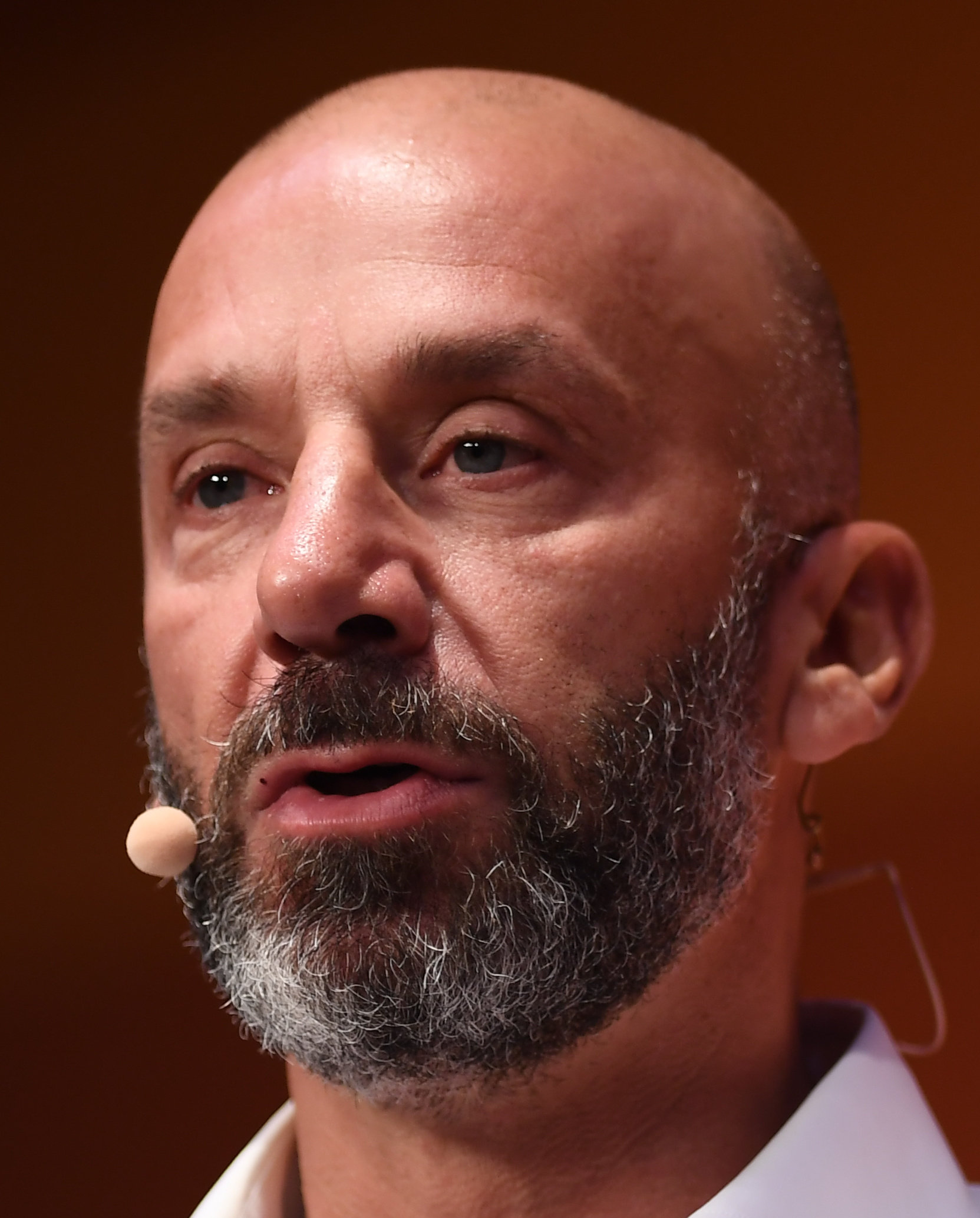
Gianluca Vialli

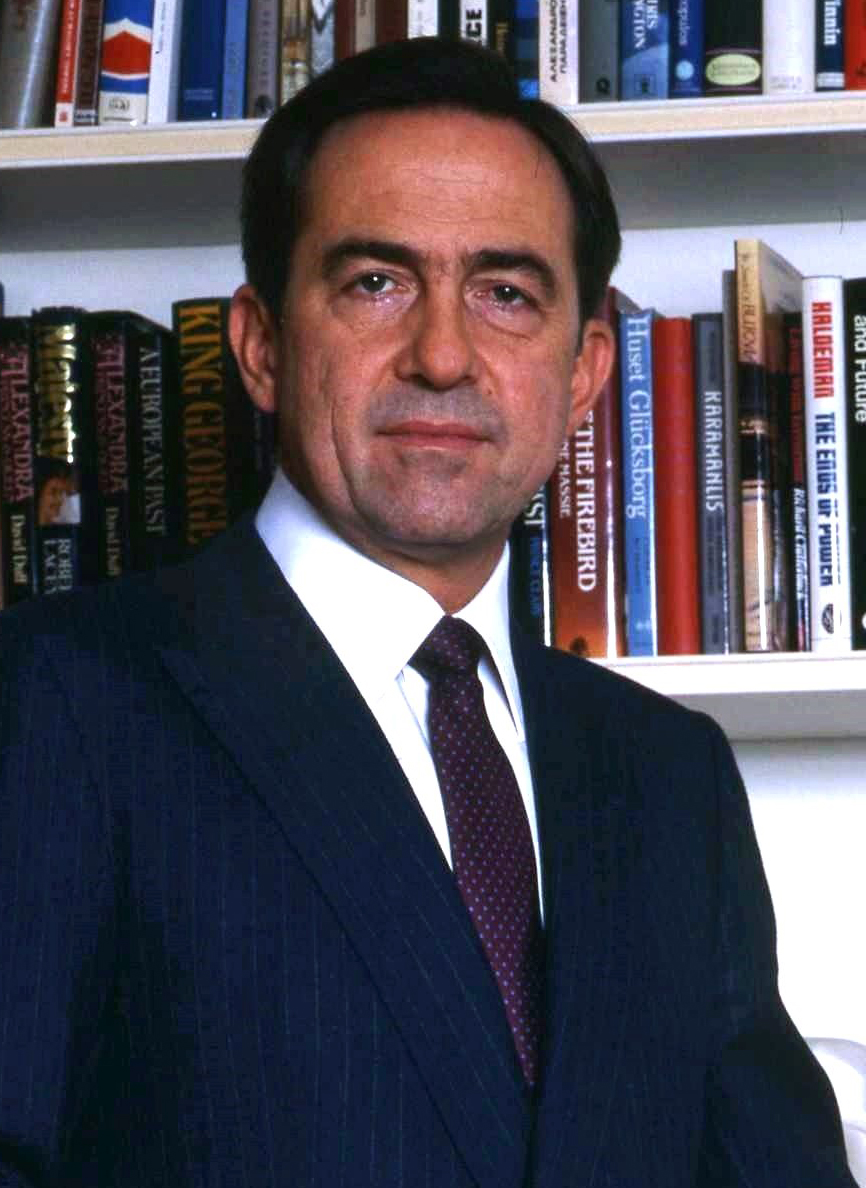
Konstantinos II của Hy Lạp

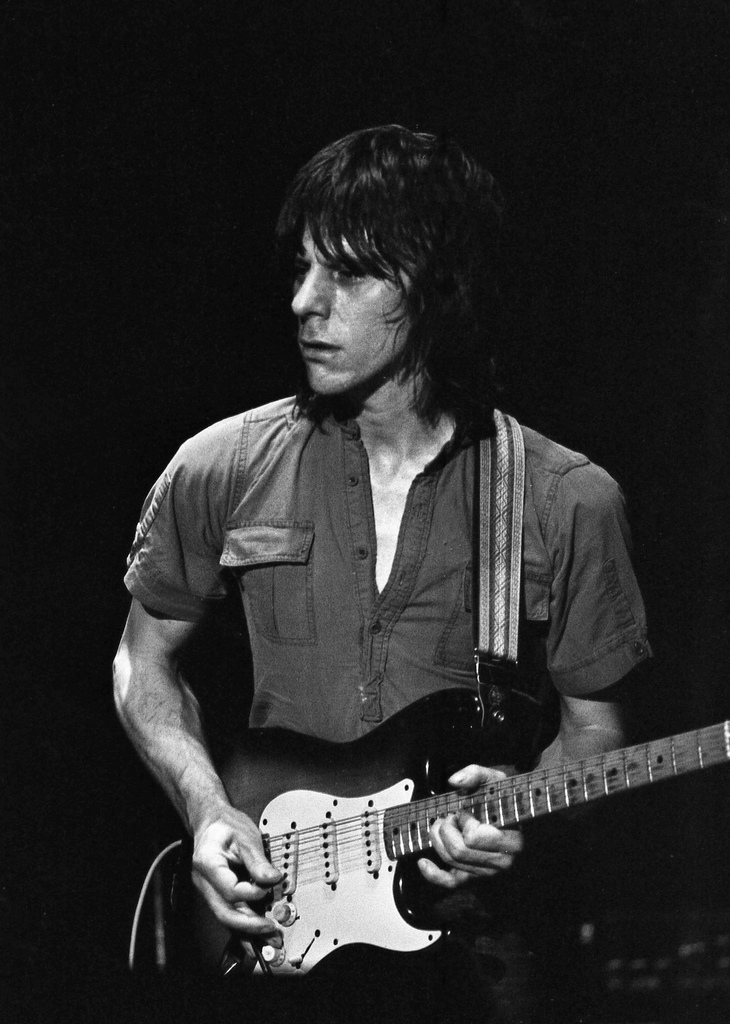
Jeff Beck

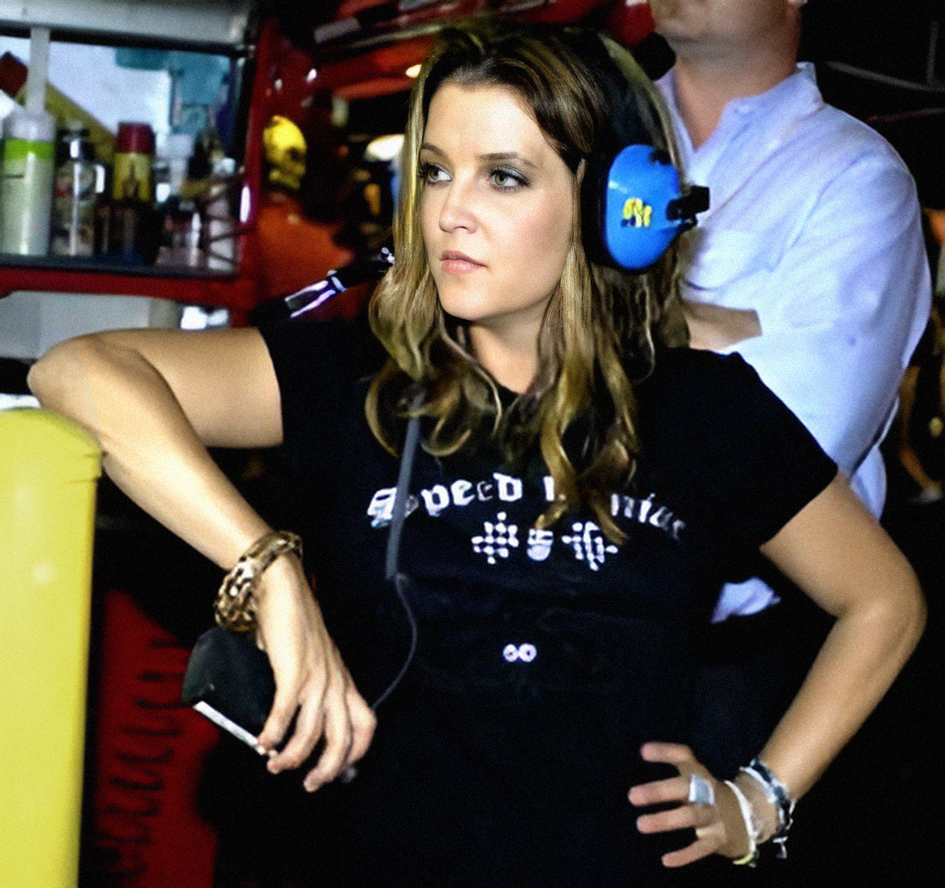
Lisa Marie Presley

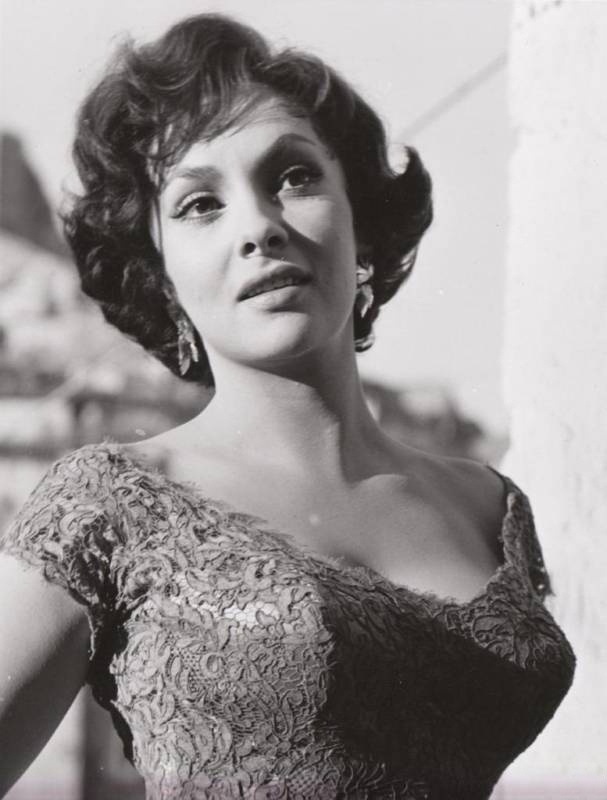
Gina Lollobrigida

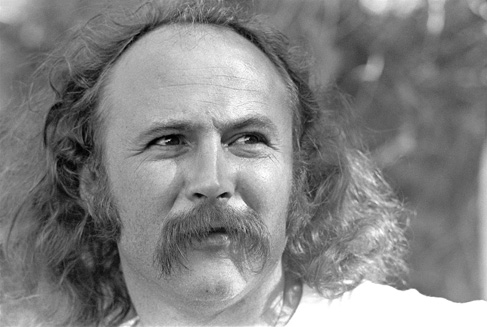
David Crosby

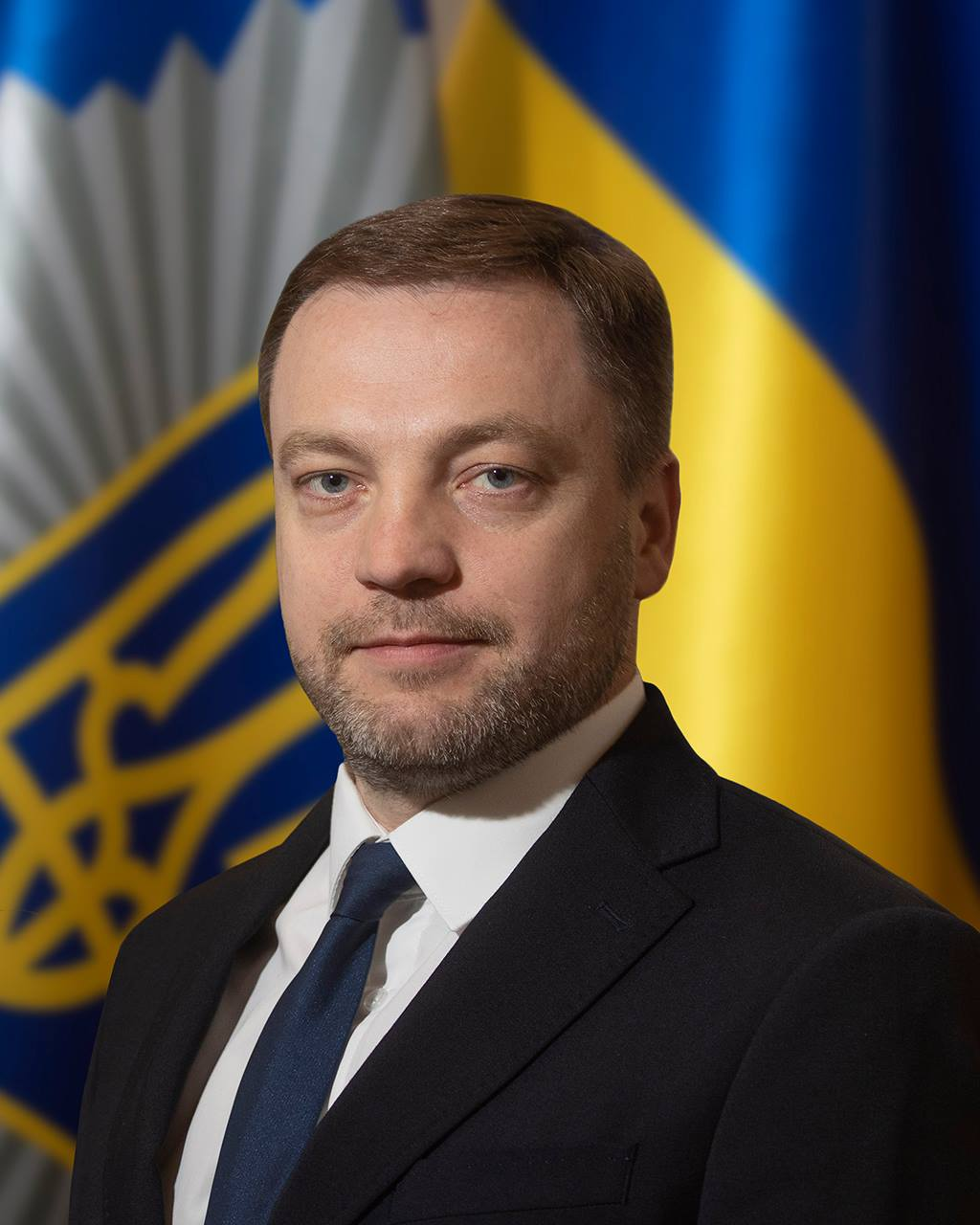
Denys Monastyrsky

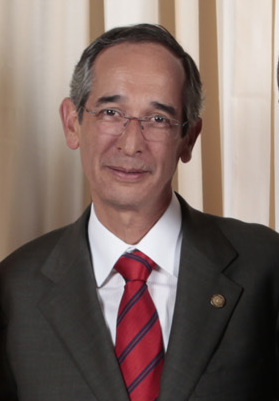
Álvaro Colom

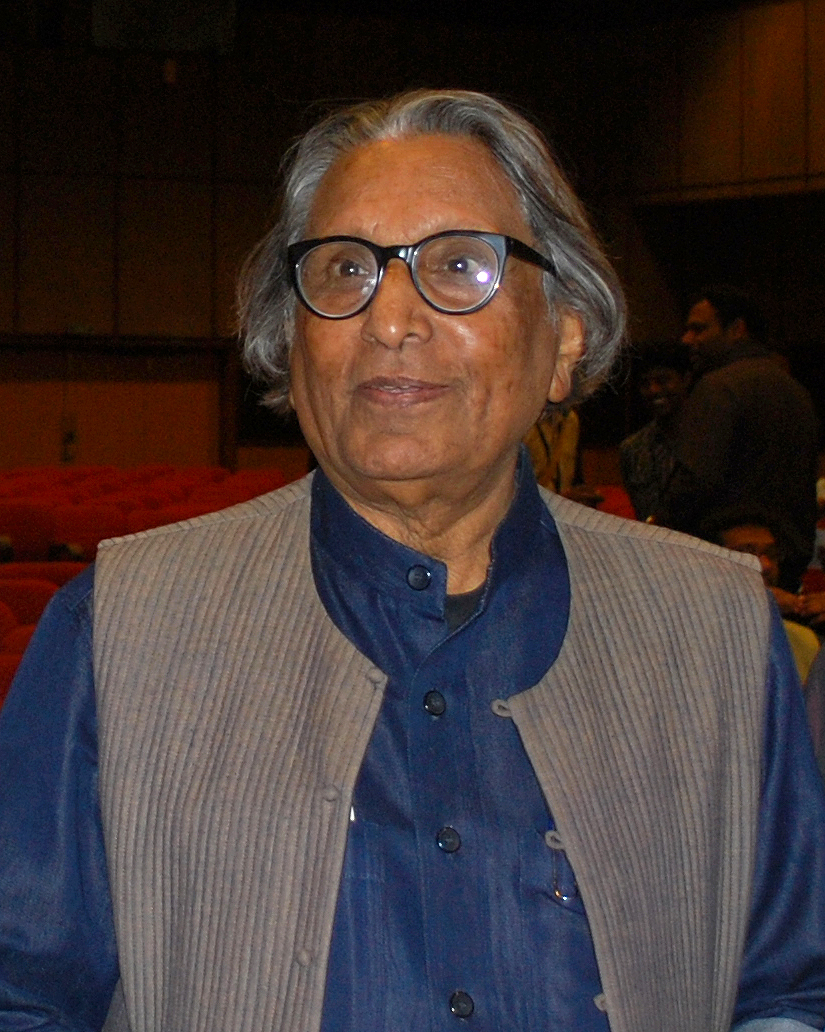
B. V. Doshi

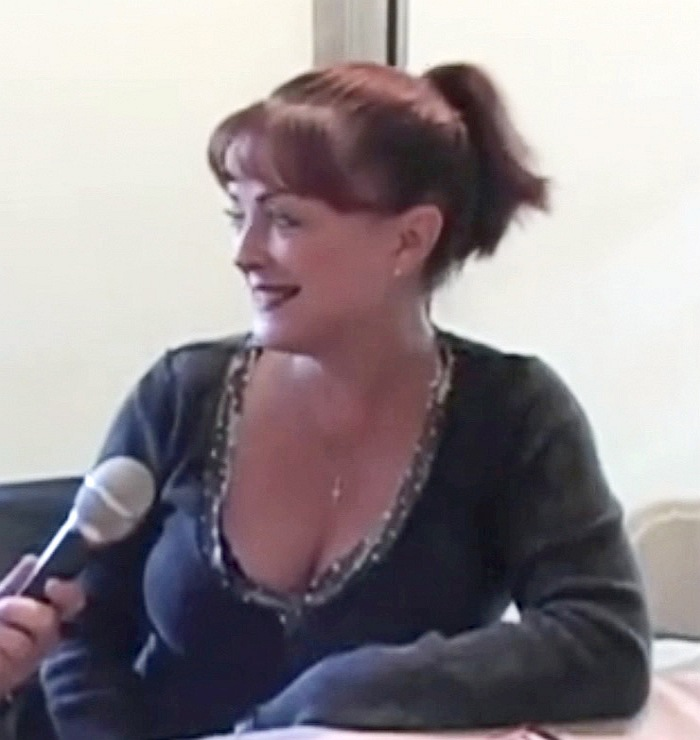
Lisa Loring

  - Gangsta Boo, rapper người Mỹ (s. 1979)
  - Frank McGarvey, cầu thủ và huấn luyện viên bóng đá người Scotland (s. 1956)
  - Lise Nørgaard, nhà văn và nhà báo người Đan Mạch (s. 1917)
- 2 tháng 1: 
  - Ken Block, doanh nhân, tay đua người Mỹ (s. 1967)
  - Gioan Hoắc Thành, là một giám mục người Trung Quốc của Giáo hội Công giáo Rôma (s. 1926)
- 3 tháng 1: 
  - Walter Cunningham nhà phi hành gia cuối cùng trên tàu Apollo 7 (s. 1932)[106]
  - Ruslan Khasbulatov, nhà kinh tế học và chính trị gia người Nga (s. 1942)
  - Abdelsalam Majali, Thủ tướng Jordan thứ 29 (s. 1925)
- 4 tháng 1:
  - Rosi Mittermaier, vận động viên trượt tuyết núi cao người Đức và nhà vô địch Olympic (s. 1950)
  - Fay Weldon, tác giả, nhà tiểu luận và nhà viết kịch người Anh (s. 1931)
- 5 tháng 1: Earl Boen, diễn viên người Mỹ (s. 1941)
- 6 tháng 1:
  - Dick Savitt, tay vợt người Mỹ (s. 1927)
  - Gianluca Vialli, huấn luyện viên và cầu thủ bóng đá người Ý (s. 1964)
- 9 tháng 1: Karl Alex Müller, nhà vật lý đoạt giải Nobel người Thụy Sĩ (s. 1927)
- 10 tháng 1: 
  - Konstantinos II của Hy Lạp, Vị vua cuối cùng của Hy Lạp (s. 1940)
  - Jeff Beck, nghệ sĩ guitar người Anh (s. 1944)
  - George Pell, hồng y người Úc (s. 1941)
- 12 tháng 1: Lisa Marie Presley, ca sĩ, nhạc sĩ người Mỹ (s. 1968)
- 13 tháng 1: Klas Lestander, vận động viên hai môn phối hợp người Thụy Điển và nhà vô địch Olympic (s. 1931)
- 14 tháng 1: Alireza Akbari, chính trị gia và quân cảnh người Anh gốc Iran (s. 1961)
- 16 tháng 1:
  - Vladas Česiūnas, vận động viên chèo thuyền nước rút người Litva và nhà vô địch Olympic (s. 1940)
  - Gina Lollobrigida, nữ diễn viên người Ý (s. 1927)
- 17 tháng 1: Lucile Randon, cụ già người Pháp, người lớn tuổi nhất được xác minh còn sống (s. 1904)[107]
- 18 tháng 1: 
  - David Crosby, nhạc sĩ người Mỹ (s. 1941)
  - Denys Monastyrsky, chính trị gia và luật sư người Ukraine (s. 1980)
- 20 tháng 1: Michael Moussa Adamo, ngoại trưởng Gabon (s. 1961)[108]
- 22 tháng 1: Hossein Shahabi, đạo diễn và biên kịch phim người Iran (s. 1967)
- 23 tháng 1:
  - Joseph Agassi, học giả, triết gia và nhà văn người Israel (s. 1927)
  - Álvaro Colom, Tổng thống thứ 47 của Guatemala (s. 1951)
  - Eugenio Martín, đạo diễn và biên kịch phim người Tây Ban Nha (s. 1925)
- 24 tháng 1: B. V. Doshi, kiến trúc sư Ấn Độ (s. 1927)
- 27 tháng 1: Phạm Ngọc Châu, đạo diễn người Việt Nam (s. 1959)
- 28 tháng 1: Lisa Loring, Nữ diễn viên Mỹ (s. 1958)
- 31 tháng 1: Thái Thị Liên, Nhà giáo Nhân dân và NSND piano người Việt. (s. 1918)[109]

### Tháng 2

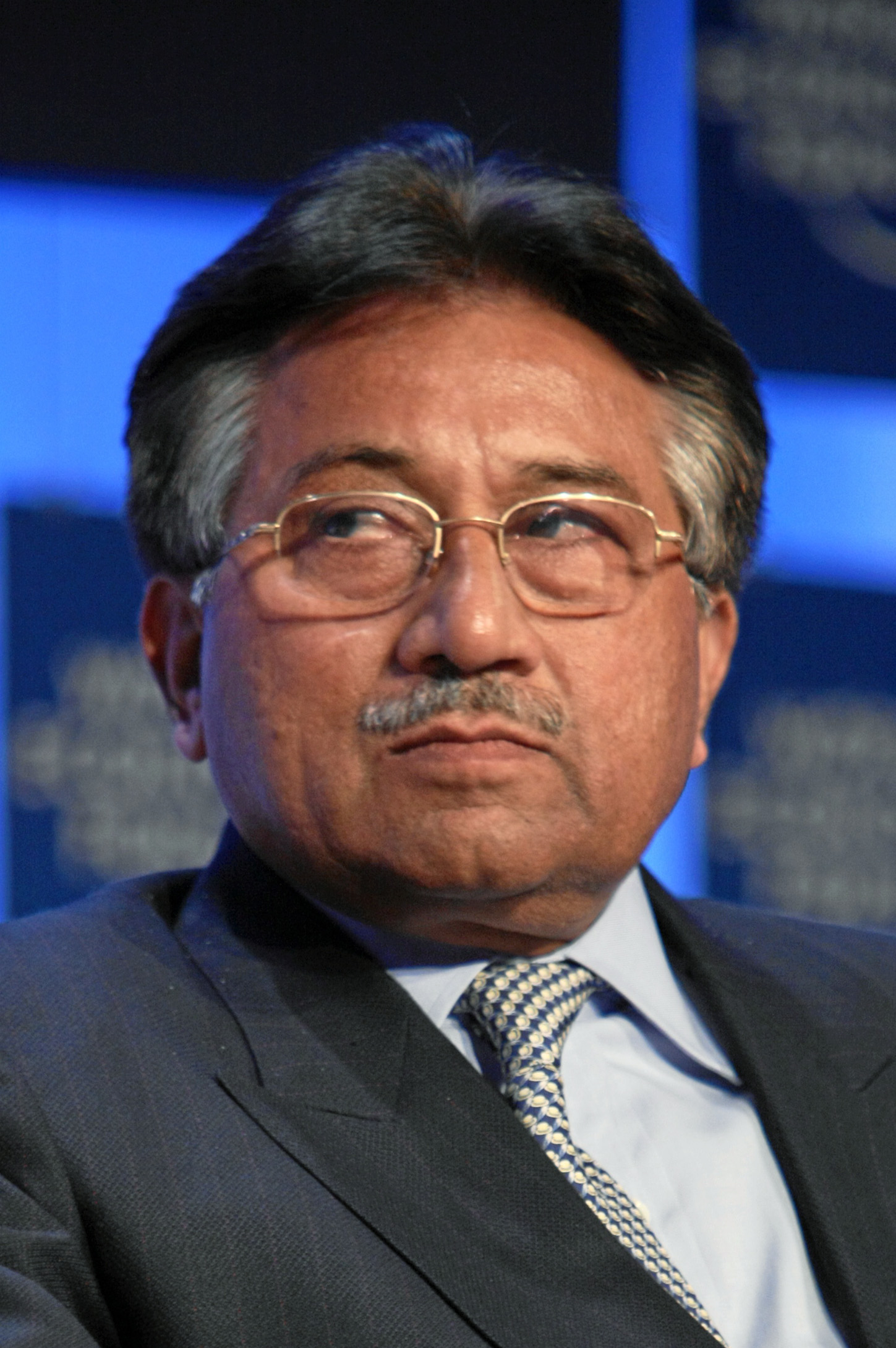
Pervez Musharraf

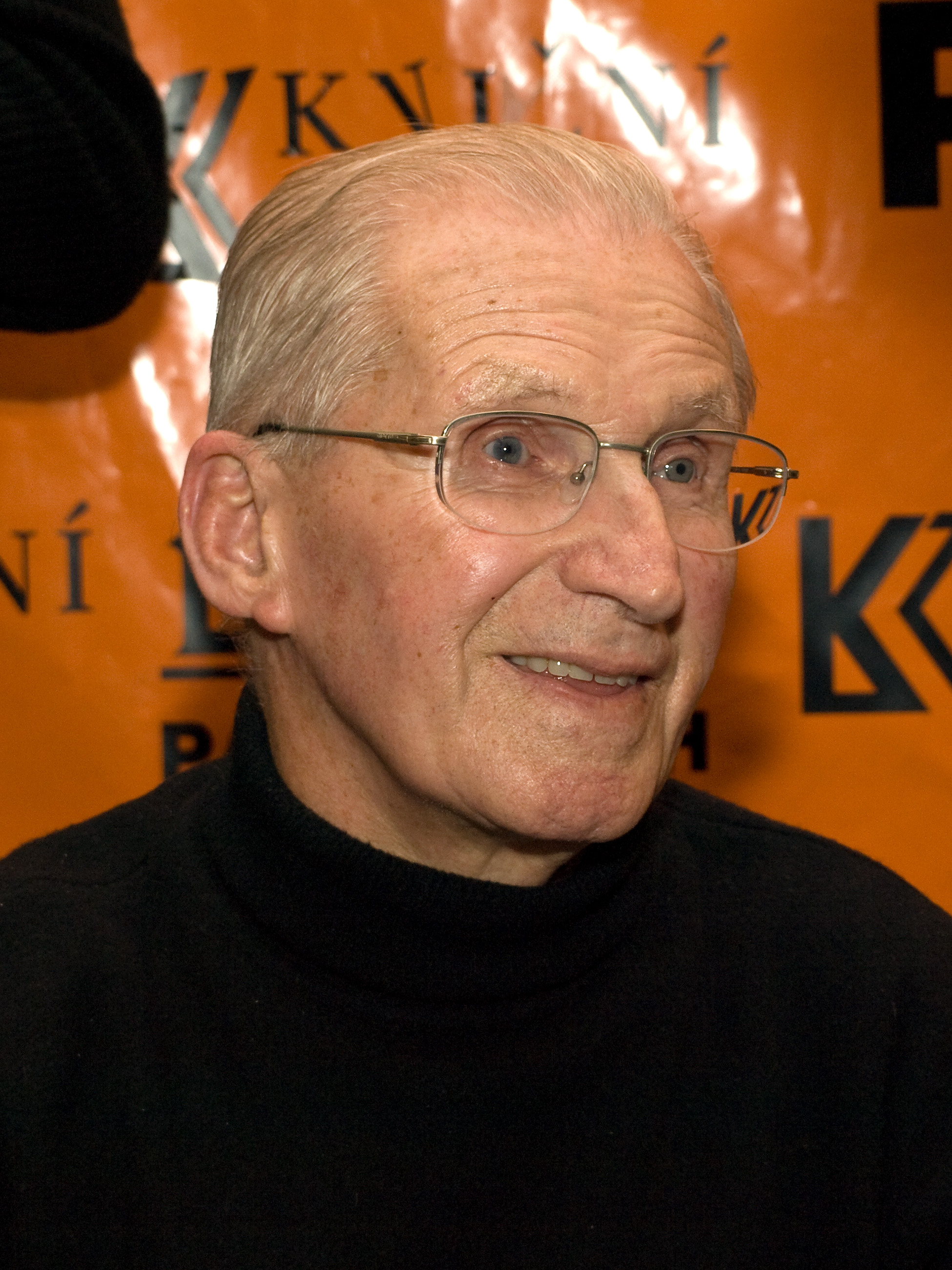
Lubomír Štrougal

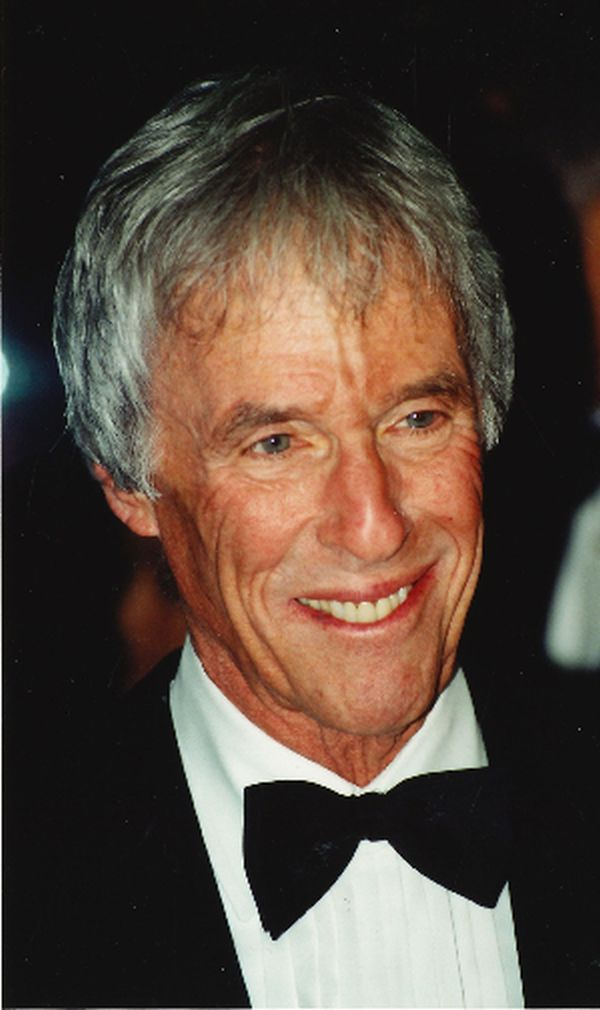
Burt Bacharach

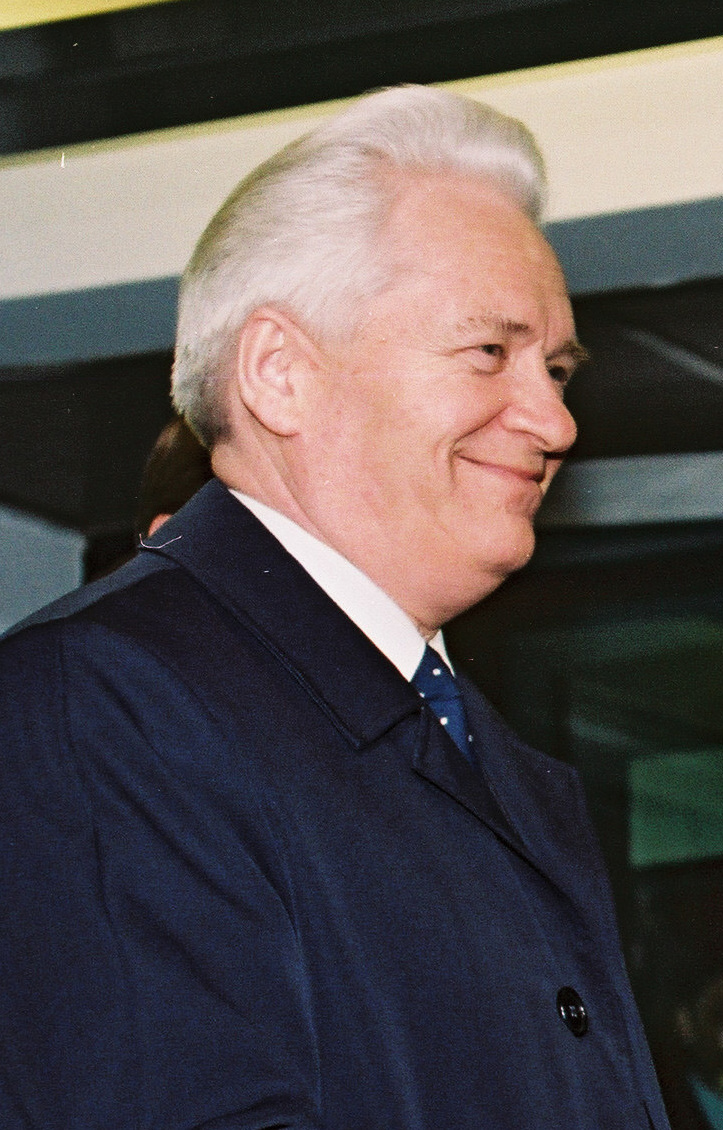
Ivan Silayev

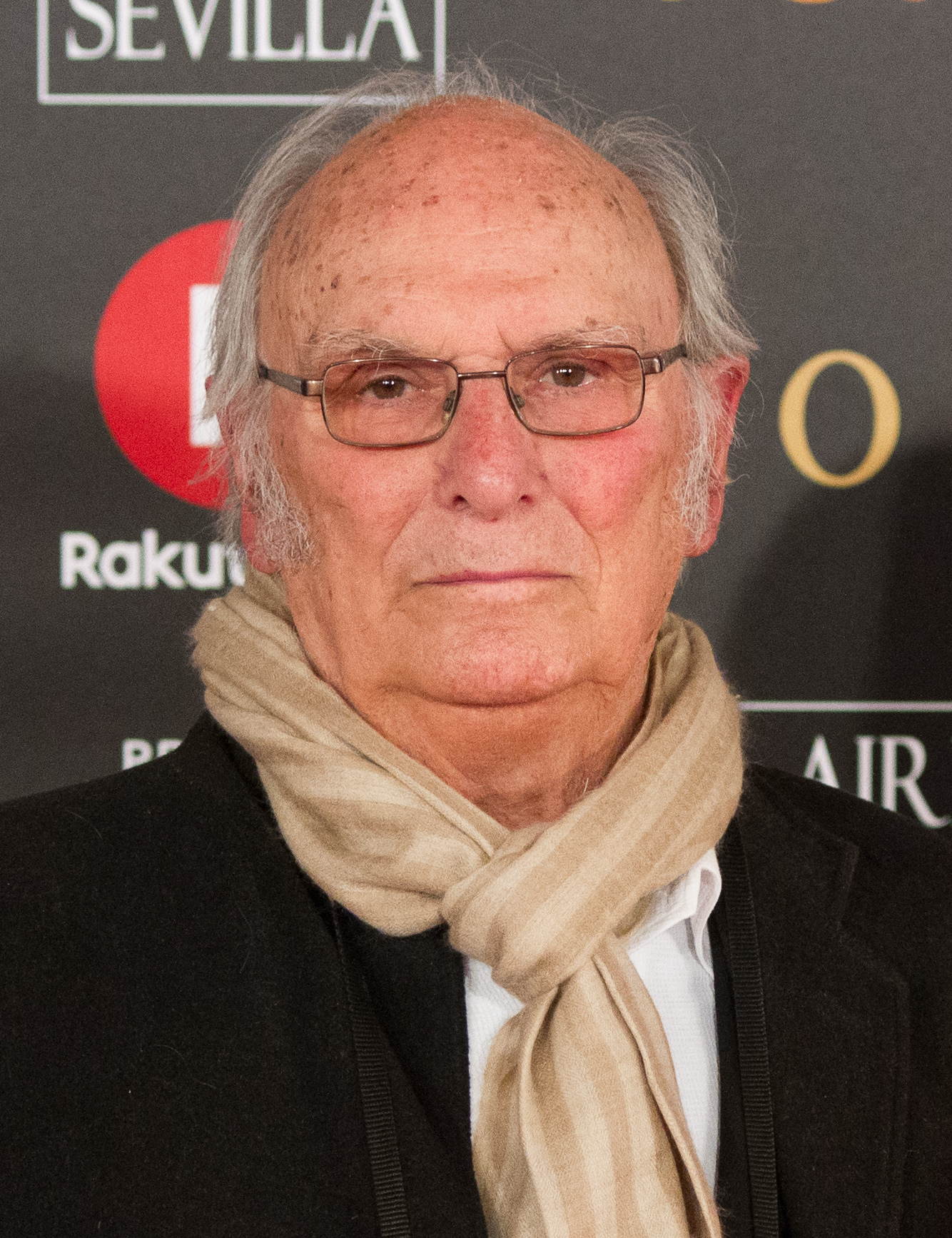
Carlos Saura

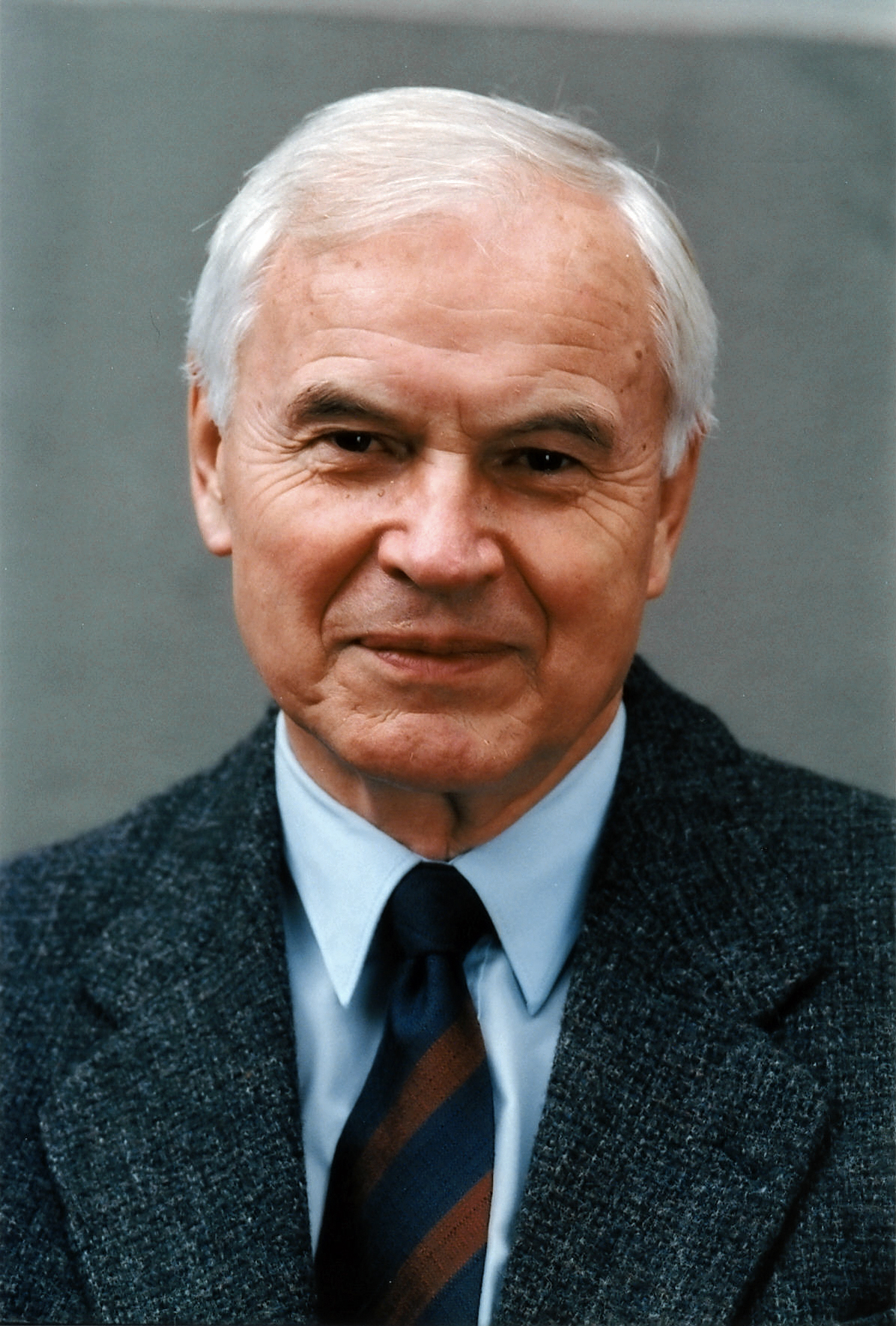
Hans Modrow

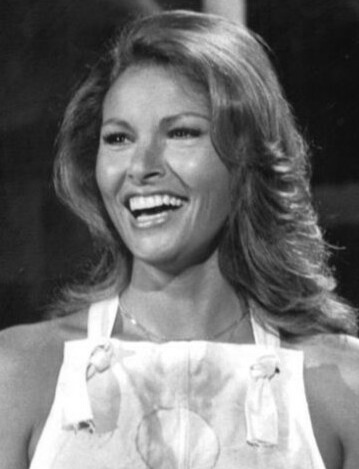
Raquel Welch

- 2 tháng 2: Jean-Pierre Jabouille, tay đua F1 người Pháp (s. 1942)
- 3 tháng 2: Paco Rabanne, nhà thiết kế thời trang người Pháp gốc Tây Ban Nha (s. 1934)
- 4 tháng 2: Sherif Ismail, Thủ tướng thứ 53 của Ai cập (s. 1955)
- 5 tháng 2: Pervez Musharraf, Tổng thống thứ 10 của Pakistan (s. 1943)
- 6 tháng 2: Lubomír Štrougal, Thủ tướng thứ 19 của Tiệp Khắc (s. 1924)
- 8 tháng 2:
  - Burt Bacharach, nhà soạn nhạc người Mỹ (s. 1928)
  - Ivan Silayev, Thủ tướng thứ 12 và cuối cùng của Liên Xô (s. 1930)
- 10 tháng 2:
  - Hugh Hudson, đạo diễn phim người Anh (s. 1936)
  - Carlos Saura, nhà làm phim người Tây Ban Nha (s. 1932)
  - Sergey Tereshchenko, Thủ tướng thứ nhất của Kazakhstan (s. 1951)
  - Hans Modrow, Chủ tịch lần thứ 5  và cuối cùng Hội đồng Bộ trưởng Đông Đức (s. 1928)
- 13 tháng 2: José María Gil-Robles, Chủ tịch thứ 8 của Nghị viện Châu Âu (s. 1935)
- 14 tháng 2: Shoichiro Toyoda, doanh nhân Nhật Bản (s. 1925)
- 15 tháng 2:
  - Paul Berg, nhà hóa sinh đoạt giải Nobel người Mỹ (s. 1926)
  - Raquel Welch, nữ diễn viên người Mỹ (s. 1940)
- 17 tháng 2: Stella Stevens, nữ diễn viên người Mỹ (s. 1938)
- 18 tháng 2:
  - Petar Jekov, cầu thủ bóng đá người Bulgaria (s. 1944)
  - Christian Atsu, cầu thủ bóng đá người Ghana (s. 1992)
- 20 tháng 2: Thiên Kim, nữ nghệ sĩ cải lương người Việt Nam (s. 1934) [110]
- 21 tháng 2: Amancio, cầu thủ bóng đá người Tây Ban Nha (s. 1939)[111]
- 22 tháng 2: Ahmed Qurei, Thủ tướng thứ 2 của Chính quyền Quốc gia Palestine (s. 1937)[112]
- 23 tháng 2: John Motson, bình luận viên bóng đá người Anh (s. 1945)[113]
- 24 tháng 2: Walter Mirisch, nhà sản xuất phim người Mỹ (s. 1921)
- 26 tháng 2: Bob Richards, vận động viên nhảy sào người Mỹ và nhà vô địch Olympic (s. 1926)
- 27 tháng 2: Gérard Latortue, Thủ tướng thứ 12 của Haiti (s. 1934)

### Tháng 3

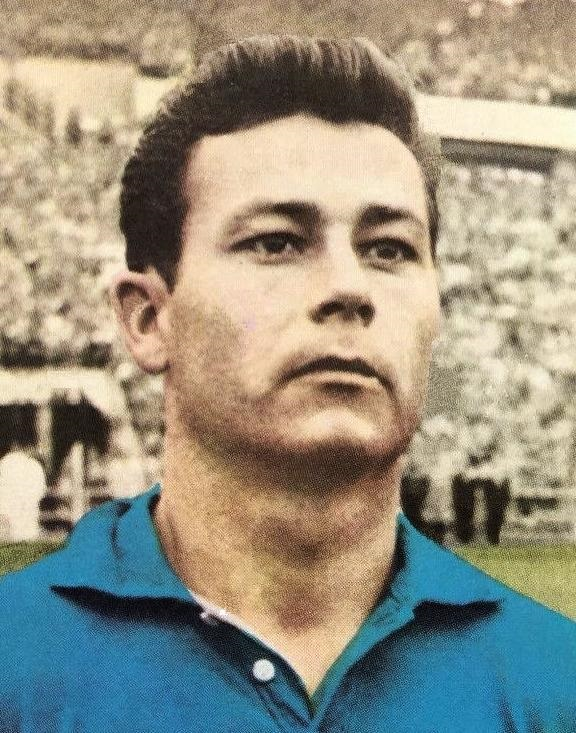
Just Fontaine

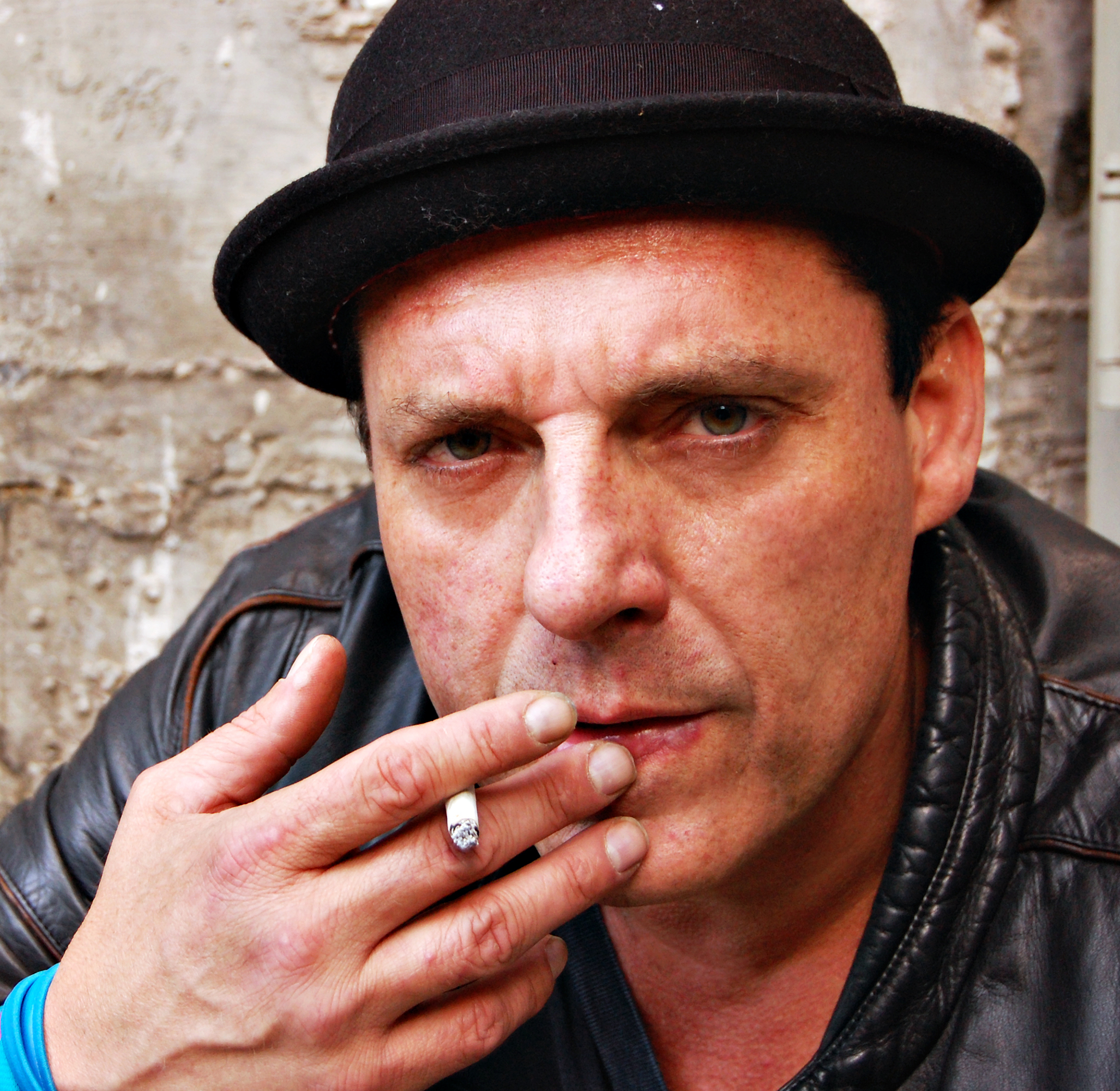
Tom Sizemore

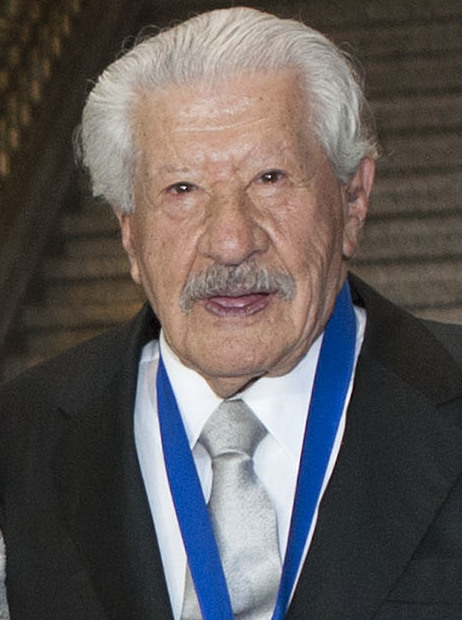
Ignacio López Tarso

- 1 tháng 3: Just Fontaine, cầu thủ bóng đá người Pháp (s. 1933)
- 2 tháng 3: 
  - Wayne Shorter, nghệ sĩ saxophone jazz Mỹ (s. 1933)
  - Rafael Viñoly, kiến trúc sư người Uruguay (s. 1944)
- 3 tháng 3: 
  - Tom Sizemore, diễn viên người Mỹ (s. 1961)
  - Ōe Kenzaburo, nhà văn người Nhật đoạt giải Nobel Văn học năm 1994 (s.1935)
- 4 tháng 3: Romualdo Arppi Filho, trọng tài người Brazil (s. 1939)
- 5 tháng 3:
  - Gary Rossington, nghệ sĩ guitar người Mỹ (s. 1951)
  - Shozo Sasahara, đô vật Nhật Bản và nhà vô địch Olympic (s. 1929)
  - Vũ Linh, nghệ sĩ cải lương người Việt Nam (s. 1958)
- 6 tháng 3: Pavel Kharin, vận động viên chèo thuyền nước rút người Nga và nhà vô địch Olympic (s. 1927)
- 7 tháng 3: Pat McCormick, nhà vô địch Olympic người Mỹ (s. 1930)
- 8 tháng 3: Chaim Topol, diễn viên Israel (s. 1935)
- 11 tháng 3: 
  - Diệp Lang, nghệ sĩ cải lương người Việt Nam (s. 1941)[114]
  - Ivonne Passada, chính trị người Uruguay (s. 1956)
  - Ahlem Belhadj, bác sĩ tâm thần người Tunisia (s. 1964)
  - Ignacio López Tarso, diễn viên Mexico (s. 1925)
- 12 tháng 3: Franca Afegbua, chính trị gia người Nigeria (s. 1943)
- 16 tháng 3:
  - Thụy Vân, diễn viên Việt Nam, nổi tiếng trong hai bộ phim Nổi gió, Vĩ tuyến 17 ngày và đêm (s. 1940) [115]
  - Tiến Dũng, nghệ sĩ cải lương người Việt Nam (s. 1959) [116]
  - Patrick French, nhà văn và nhà sử học người Anh (s. 1966)[117]
  - Don Megson, cầu thủ bóng đá người Anh (s. 1936)[118]
  - Nani Widjaja, nữ diễn viên Indonesia (s. 1944)
- 18 tháng 3: 
  - Vladimir Nikolayevich Chernavin, Đô đốc Hải quân Liên Xô cuối cùng của Hải quân Liên Xô (s. 1928)
  - Pōhiva Tuʻiʻonetoa, Thủ tướng thứ 17 của Tonga (s. 1951)
- 23 tháng 3: Lê Văn Tấn, cầu thủ bóng đá người Việt Nam (s. 1997)
- 25 tháng 3: Pascoal Mocumbi, Thủ tướng Mozambique (s. 1941)
- 28 tháng 3: Sakamoto Ryūichi, Nhạc sĩ người Nhật (s. 1952)
- 31 tháng 3: Rabbie Namaliu, Thủ tướng thứ 4 của Papua New Guinea (s. 1947)

### Tháng 4

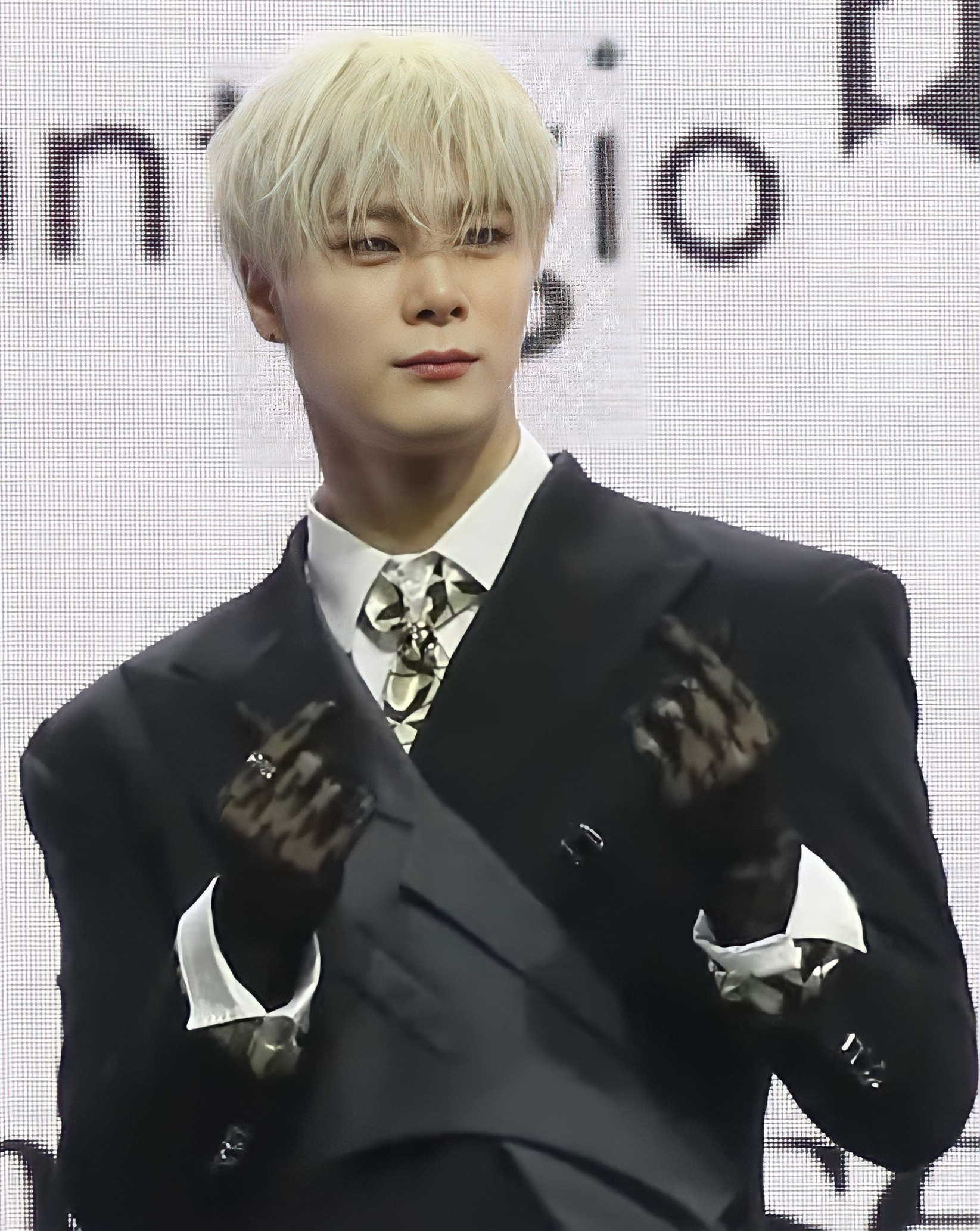
Moonbin

- 6 tháng 4: Josep Piqué, Bộ trưởng Ngoại giao Tây Ban Nha (s. 1955)
- 19 tháng 4: Moonbin, ca sĩ và diễn viên người Hàn Quốc (s. 1998)

### Tháng 5

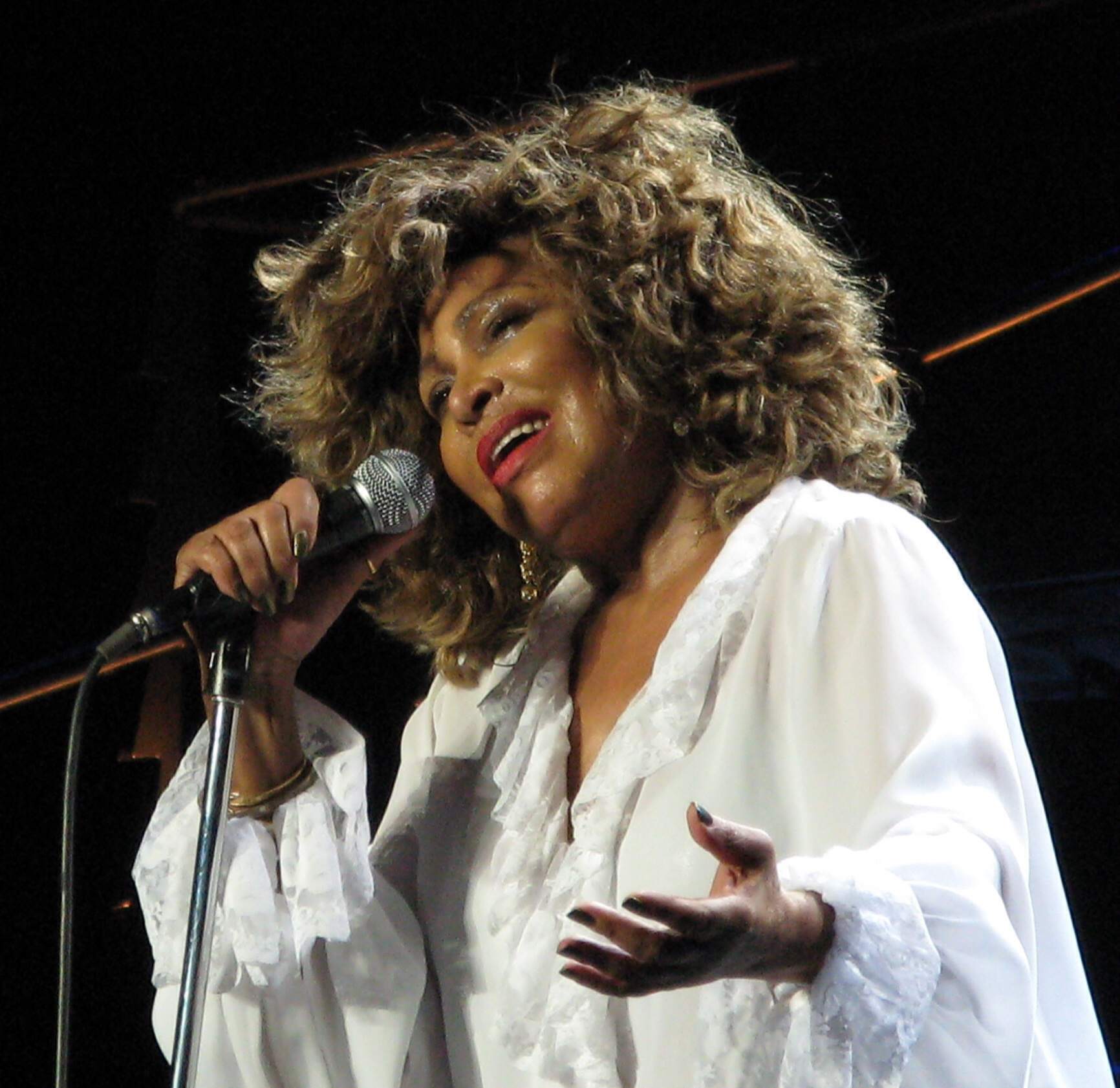
Tina Turner

- 1 tháng 5: Gordon Lightfoot, ca sĩ kiêm nhạc sĩ người Canada (s. 1938)
- 10 tháng 5: Rolf Harris, nghệ sĩ người Úc (s. 1930)
- 21 tháng 5: Ray Stevenson, diễn viên người Bắc Ireland (s.1964)
- 24 tháng 5: Tina Turner, ca sĩ người Mỹ quốc tịch Thụy Sĩ (s.1939)
- 31 tháng 5: Ama Ata Aidoo, tác giả, nhà viết kịch người Ghana (s.1942)

### Tháng 6
- 2 tháng 6: 

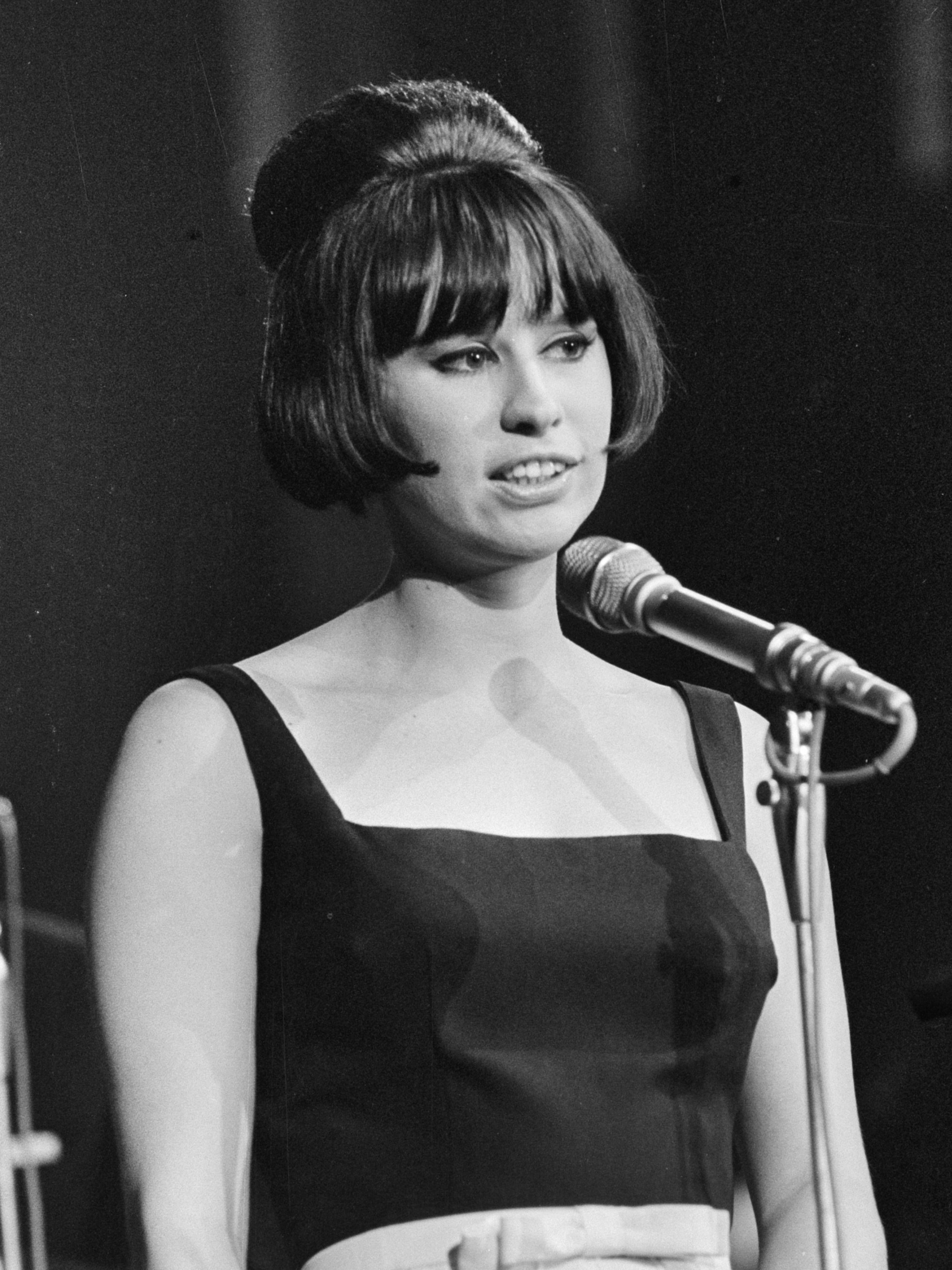
Astrud Gilberto

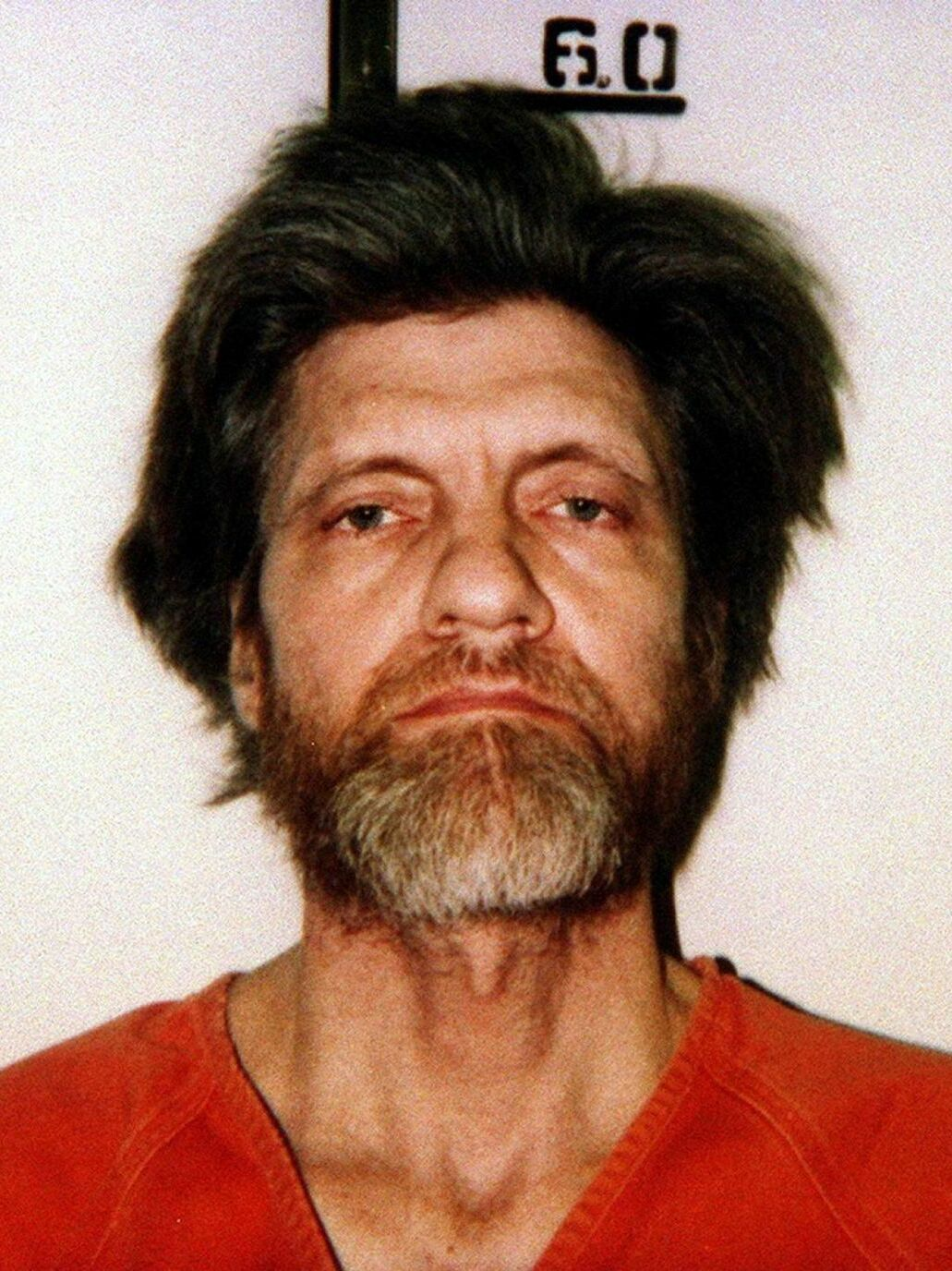
Ted Kaczynski

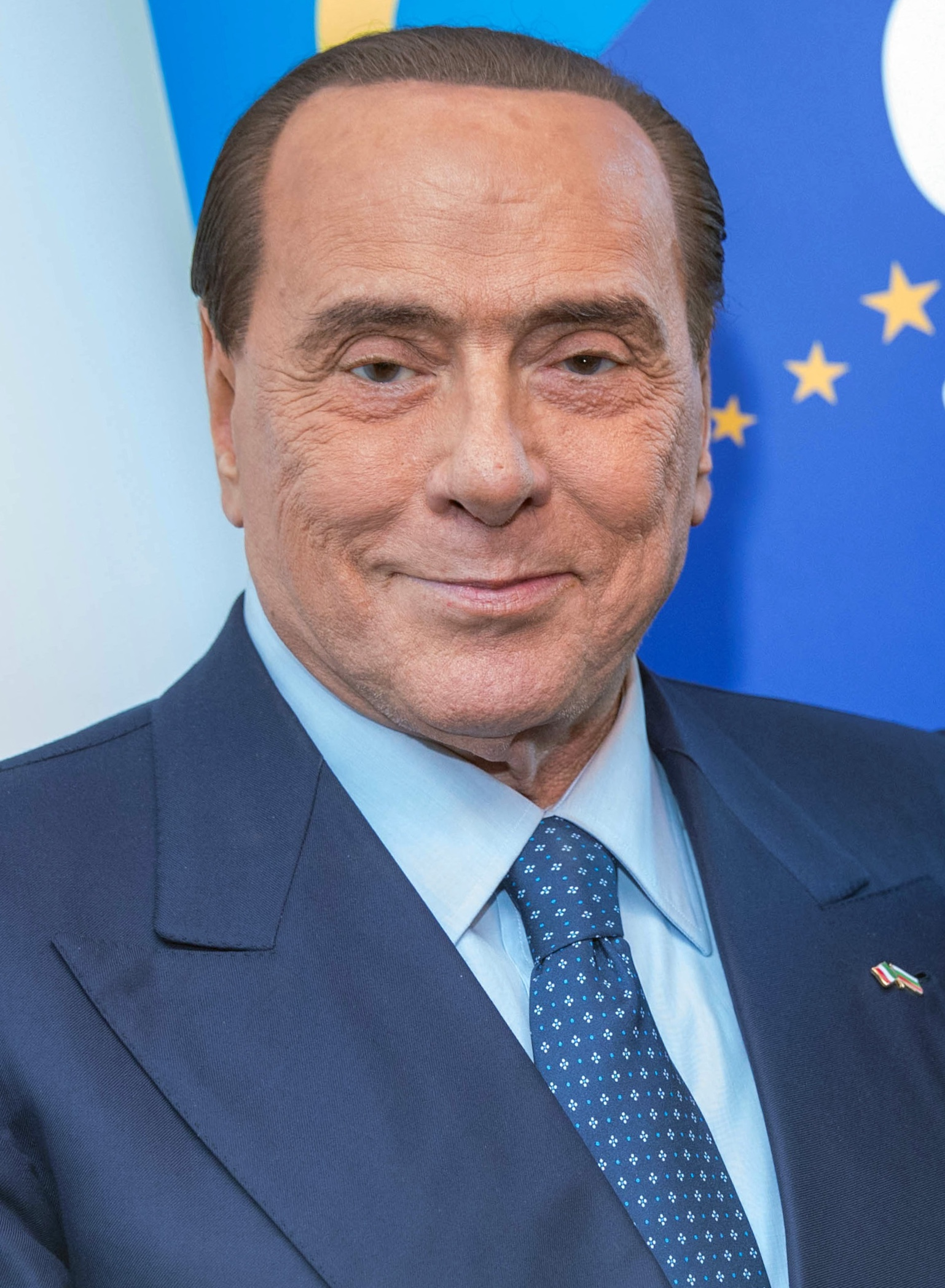
Silvio Berlusconi

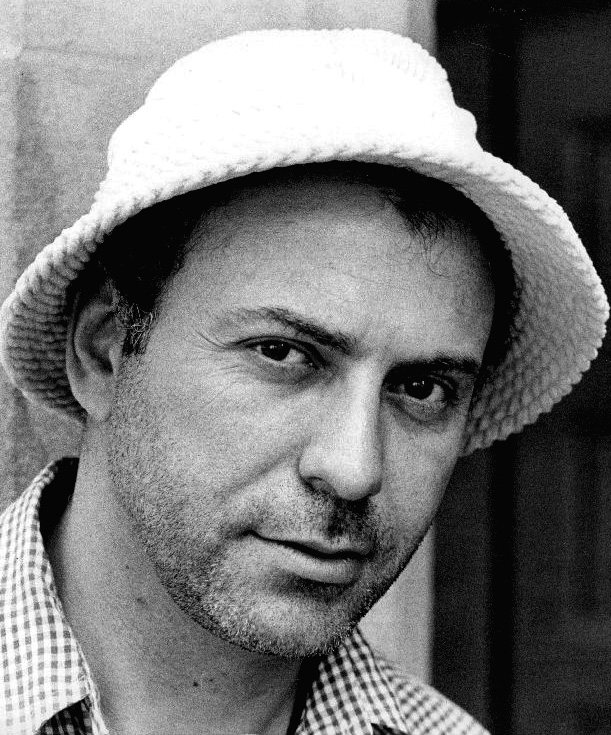
Alan Arkin

  - Xuân Tiên, nhạc sĩ người Việt Nam (s. 1921) [119]
  - Kaija Saariaho, nhà soạn nhạc Phần Lan (s. 1952)
- 3 tháng 6: Jim Hines, nhà vô địch Olympic người Mỹ (s. 1946)
- 5 tháng 6: Astrud Gilberto, ca sĩ, nhạc sĩ người Mỹ gốc Brazil (s. 1940)
- 7 tháng 6: The Iron Sheik, đô vật chuyên nghiệp người Mỹ gốc Iran ở Hall of Fame (s. 1942)
- 10 tháng 6: Ted Kaczynski, nhà toán học Mỹ và khủng bố nội địa (s. 1942)
- 12 tháng 6: 
  - Silvio Berlusconi, Thủ tướng thứ 50 của Ý (s. 1936)
  - Treat Williams, diễn viên người Mỹ (s. 1951)
- 15 tháng 6: Glenda Jackson, chính trị gia người Anh (s. 1936)
- 17 tháng 6: Stella Arach-Amoko, thẩm phán người Uganda (s. 1954)
- 21 tháng 6: Vũ Khoan, Nguyên Bí thư Trung ương Đảng, Nguyên Phó Thủ tướng Chính phủ (s. 1937) [120]
- 22 tháng 6:
  - Peter Allan, vận động viên crickê người Úc (s. 1935)
  - Peter Brötzmann, nghệ sĩ saxophone jazz người Đức (s. 1941)
  - Stéphane Demol, cầu thủ bóng đá Bỉ (s. 1966)
  - Ben Heaton, cầu thủ bóng bầu dục Anh (s. 1990)
  - Jacques Ishaq, giám mục người Iraq (s. 1938)
- 23 tháng 6: Sheldon Harnick, nhà thơ trữ tình người Mỹ (s. 1924)
- 24 tháng 6: Dean Smith, vận động viên người Mỹ (s. 1932)
- 25 tháng 6: John B. Goodenough, nhà khoa học vật liệu người Mỹ (s. 1922)
- 26 tháng 6: Lloyd Erskine Sandiford, Thủ tướng Barbados thứ 4 (s. 1937)
- 29 tháng 6
  - Alan Arkin, diễn viên người Mỹ (s. 1934)
  - Tapley Seaton, lần thứ 4 Toàn quyền Saint Kitts và Nevis (s. 1950)
- 30 tháng 6: Micere Githae Mugo, một nhà viết kịch Zimbabwe (s. 1942)

### Tháng 7
- 1 tháng 7: 

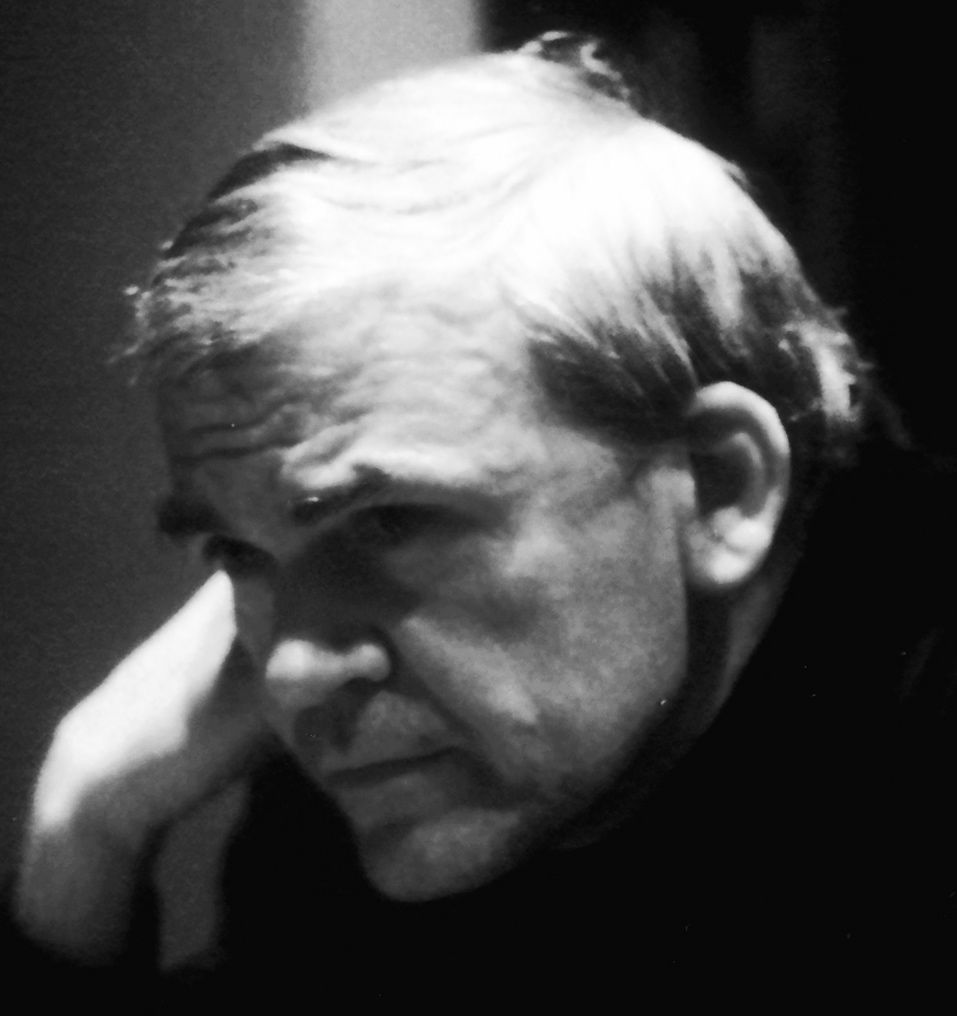
Milan Kundera

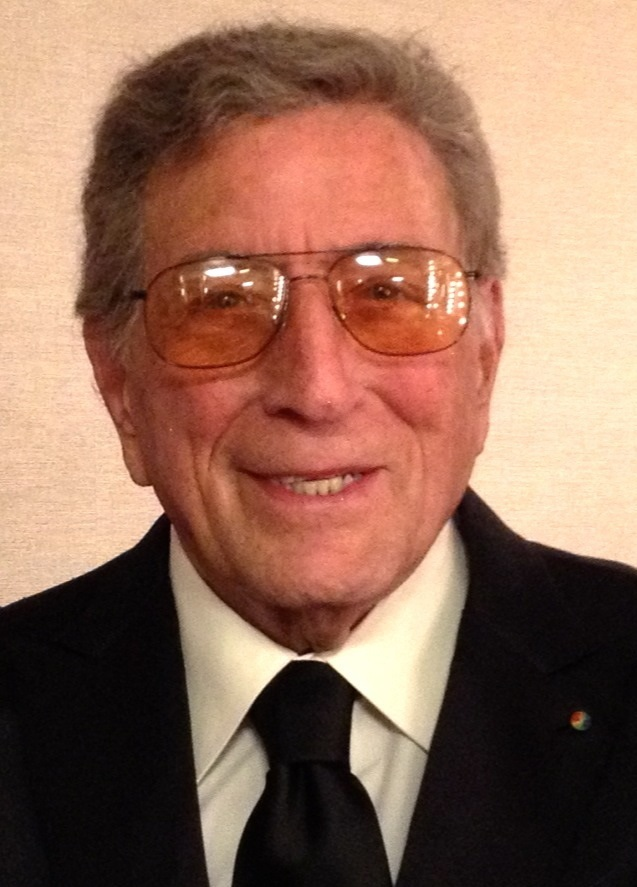
Tony Bennett

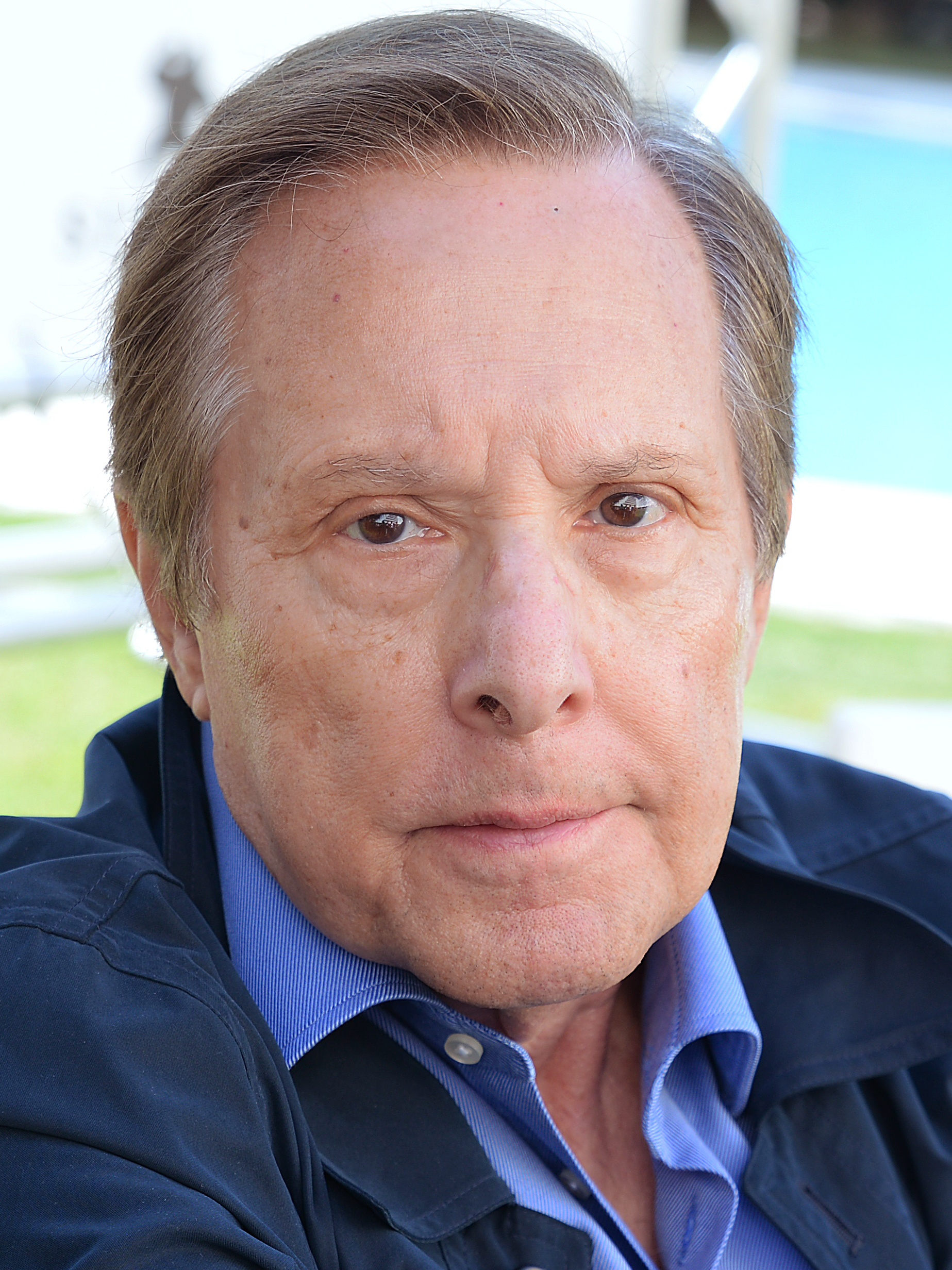
William Fredkin

  - Đặng Tú Thanh, Ca nương trẻ nhất Việt Nam (s. 2009) [121]
  - Ahn Junghyo, tiểu thuyết gia và dịch giả Hàn Quốc (s. 1941)[122]
  - Qadri Abu Bakr, chính trị gia Palestine (s. 1953)
  - Christian Dalger, cầu thủ bóng đá Pháp (s. 1949)
  - Vincenzo D'Amico, cầu thủ bóng đá Ý (s. 1954)
  - Klaus Täuber, cầu thủ bóng đá Đức (s. 1958)
  - Dilano van 't Hoff, tay đua người Hà Lan (s. 2004)[123]
- 2 tháng 7: Milan Milutinović, Tổng thống thứ 2 của Serbia (s. 1942)
- 4 tháng 7: Canelita Medina, ca sĩ salsa người Venezuela (s. 1939)
- 5 tháng 7: Walkiria Terradura, người lính kháng chiến chống Phát xít Ý (s. 1924)
- 6 tháng 7: 
  - Arnaldo Forlani, Thủ tướng thứ 43 của Ý (s. 1925)
  - Lâm Thị Mỹ Dạ, nữ thi sĩ Việt Nam (s. 1949) [124]
  - Lê Phước Thọ, nguyên Trưởng ban Tổ chức Trung ương (s. 1927) [125]
- 8 tháng 7: Özkan Uğur, nhạc sĩ Thổ Nhĩ Kỳ (s. 1953)
- 9 tháng 7: Luis Suárez Miramontes, cầu thủ bóng đá Tây Ban Nha (s. 1935)
- 11 tháng 7: Milan Kundera, nhà văn Pháp gốc Séc (s. 1929)
- 12 tháng 7: Ryuchell (Higa Ryūji), nhân vật truyền thông xã hội, người mẫu, ca sĩ, nhà hoạt động người Nhật Bản (s. 1995)[126][127][128][129][130][131][132]
- 16 tháng 7:
  - Kevin Mitnick, tư vấn bảo mật máy tính người Mỹ (s. 1963)
  - Jane Birkin, ca sĩ Anh-Pháp (s. 1946)
- 18 tháng 7: Yokota Shintarō,  cầu thủ bóng chày Nhật Bản (s. 1995)[133][134][135][136]
- 19 tháng 7: Nguyễn Khánh, Nguyên Bí thư Trung ương Đảng, Nguyên Phó Thủ tướng Chính phủ (s. 1928) [137]
- 20 tháng 7: Arnaud Bédat, nhà báo Thụy Sĩ (s. 1965)
- 21 tháng 7: 
  - Tony Bennett, ca sĩ người Mỹ (s. 1926)
  - Chollathee Tharnthong, nhà soạn nhạc và ca sĩ Thái Lan (s. 1937)
- 22 tháng 7:
  - Karim Allawi Homaidi, cầu thủ bóng đá Iraq (s. 1928)
  - Sherry Ayittey, chính trị gia Ghana (s. 1948)
  - Ferenc Cserháti, giám mục Công giáo La Mã Hungary (s. 1947)
- 24 tháng 7: 
  - Hoàng Phủ Ngọc Tường, nhà văn Việt Nam (s. 1937) [138]
  - Leny Andrade, ca sĩ Brazil (s. 1943)
  - Morimura Seiichi, tiểu thuyết gia người Nhật Bản (s. 1933).[139]
- 25 tháng 7: Jani Allan, nhà báo Nam Phi (s. 1952)
- 26 tháng 7: 
  - Tôn Thất Lập, nhạc sĩ Việt Nam (s. 1942) [140]
  - Sinéad O'Connor, ca sĩ người Ireland (s. 1966)
  - Igor Panchenko, chính trị gia, thượng nghị sĩ Nga (s. 1963)

### Tháng 8

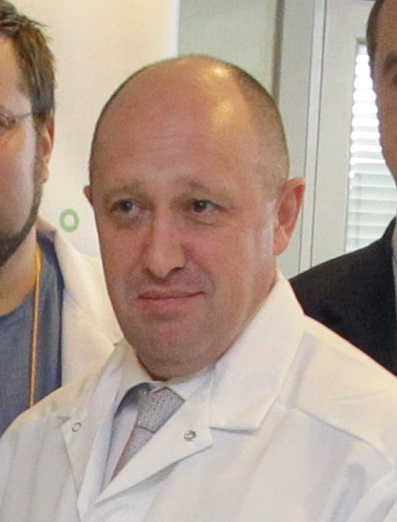
Yevgeny Prigozhin

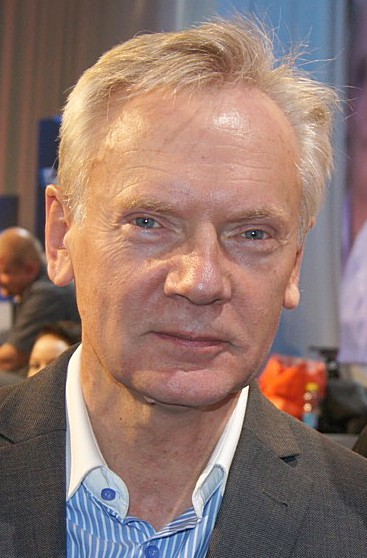
Andrzej Precigs

- 3 tháng 8: Viktor Maslov, nhà vật lý toán người Nga (s. 1930)
- 12 tháng 8:
  - Paollo Madeira, cầu thủ bóng đá người Brasil/Bồ Đào Nha (s. 1996)[141]
  - Đào Trọng Trí, bác sĩ người Việt Nam, thành viên của Câu lạc bộ bóng đá Hoàng Anh Gia Lai (s. 1992)[141]
  - Dương Minh Ninh, cầu thủ, huấn luyện viên bóng đá người Việt Nam (s. 1975)[141]
- 22 tháng 8: 
  - Toto Cutugno, danh ca người Ý (s. 1943)
  - Lê Văn Thành, Ủy viên Ban Chấp hành Trung ương Đảng, Phó Thủ tướng Chính phủ (s. 1962) [142]
- 23 tháng 8:
  - Hersha Parady, nữ diễn viên người Mỹ (s. 1945)
  - Yevgeny Prigozhin, lãnh đạo và lính đánh thuê của Tập đoàn Wagner (s. 1961)
  - Dmitry Utkin, đồng sáng lập Tập đoàn Wagner (s. 1970)
- 24 tháng 8: Bray Wyatt, đô vật chuyên nghiệp người Mỹ (s. 1987)
- 25 tháng 8: Trần Hồng Quân, nguyên Bộ trưởng Bộ Giáo dục và đào tạo (s. 1937) [143]
- 26 tháng 8:
  - Andrzej Precigs, diến viên Ba Lan (s. 1949)
  - Geraldo Majella Agnelo, Hồng y Công giáo La Mã người Brazil (s. 1933)
- 30 tháng 8: Huy Bảo, ca sĩ người Việt Nam (s. 1992)

### Tháng 9

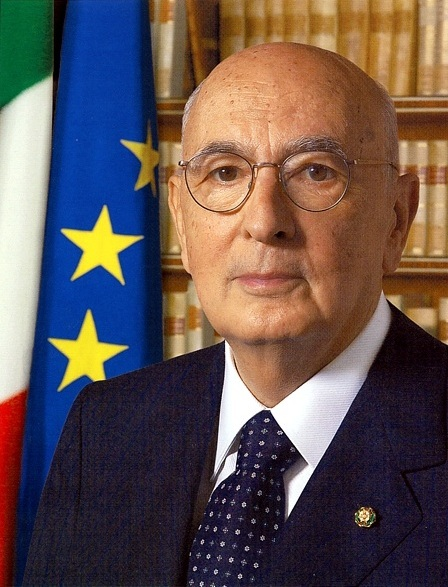
Giorgio Napolitano

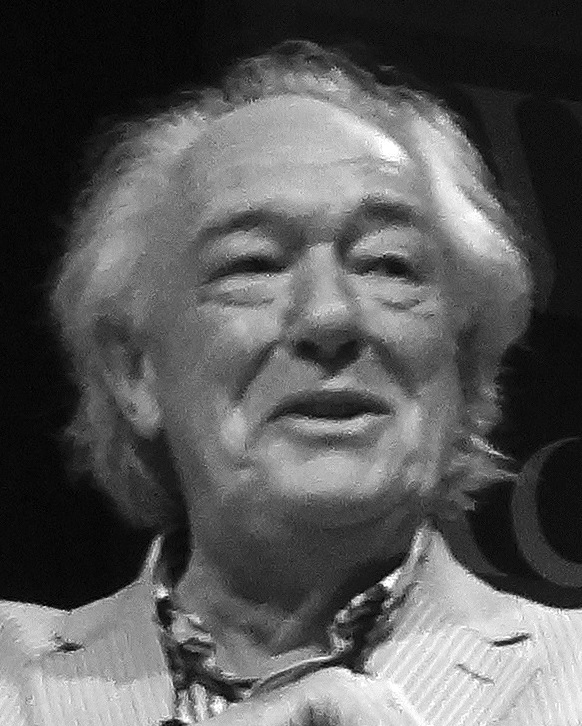
Michael Gambon

- 1 tháng 9: Nguyễn Chí Bảo, cầu thủ bóng đá người Việt Nam (s. 1972)[144]
- 4 tháng 9:
  - Muthoni Kirima, chiến sĩ du kích người Kenya (s. 1931)
  - Ferid Murad, bác sĩ và dược sĩ người Mỹ (s. 1936)
- 6 tháng 9: Lucrecia Hernández Mack, chính trị gia Guatemala (s. 1973)
- 8 tháng 9: Adi Winarso, chính trị gia Indonesia (s. 1950)
- 10 tháng 9: 
  - Ian Wilmut, nhà phôi học người Anh (s. 1944)
  - Phêrô Trần Thanh Chung, Giám mục Công giáo Rôma người Việt Nam (s. 1926)
  - Nico Ladenis, đầu bếp và chủ nhà hàng người Anh (s. 1934)
- 14 tháng 9: Nguyễn Chí Vịnh, Thượng tướng, nguyên Thứ trưởng Bộ Quốc phòng (s. 1959) [145]
- 15 tháng 9: Kim Il-chol, sĩ quan cấp cao Triều Tiên (s. 1933)
- 16 tháng 9: Nikolai Nikolaevich Dobronravov, nhà soạn nhạc người Nga (s. 1928)
- 19 tháng 9: Gianni Vattimo, triết gia và chính trị gia người Ý (s. 1936)
- 21 tháng 9: Eugenia Viteri: tiểu thuyết gia người Ecuador (s. 1928)
- 22 tháng 9: 
  - Giorgio Napolitano, Tổng thống thứ 11 của Ý (s. 1925)
  - Geir Lundestad, tác giả người Na Uy (s. 1945)
- 24 tháng 9: 
  - Quốc Dũng, nhạc sĩ người Việt Nam (s. 1951) [146]
  - Dorra Bouzid, nhà báo Tunisia (s. 1933)
- 25 tháng 9: 
  - Zoleka Mandela, nhà văn Nam Phi (s. 1980)
  - Yevgeny Yasin, nhà kinh tế học người Nga (s. 1934)
- 26 tháng 9: 
  - Stanisław Szymecki, giám mục người Ba Lan (s. 1924)
  - David Hughes, cầu thủ bóng đá người Anh (s. 1958)
- 27 tháng 9: 
  - Michael Gambon, diễn viên người Anh (s. 1940)
  - Volodymyr Koman, cầu thủ bóng đá Ukraine (s. 1964)
- 28 tháng 9: Y Vũ, nhạc sĩ người Việt Nam (s. 1940) [147]
- 29 tháng 9: Dianne Feinstein, chính trị gia Mỹ (s. 1933)

### Tháng 10

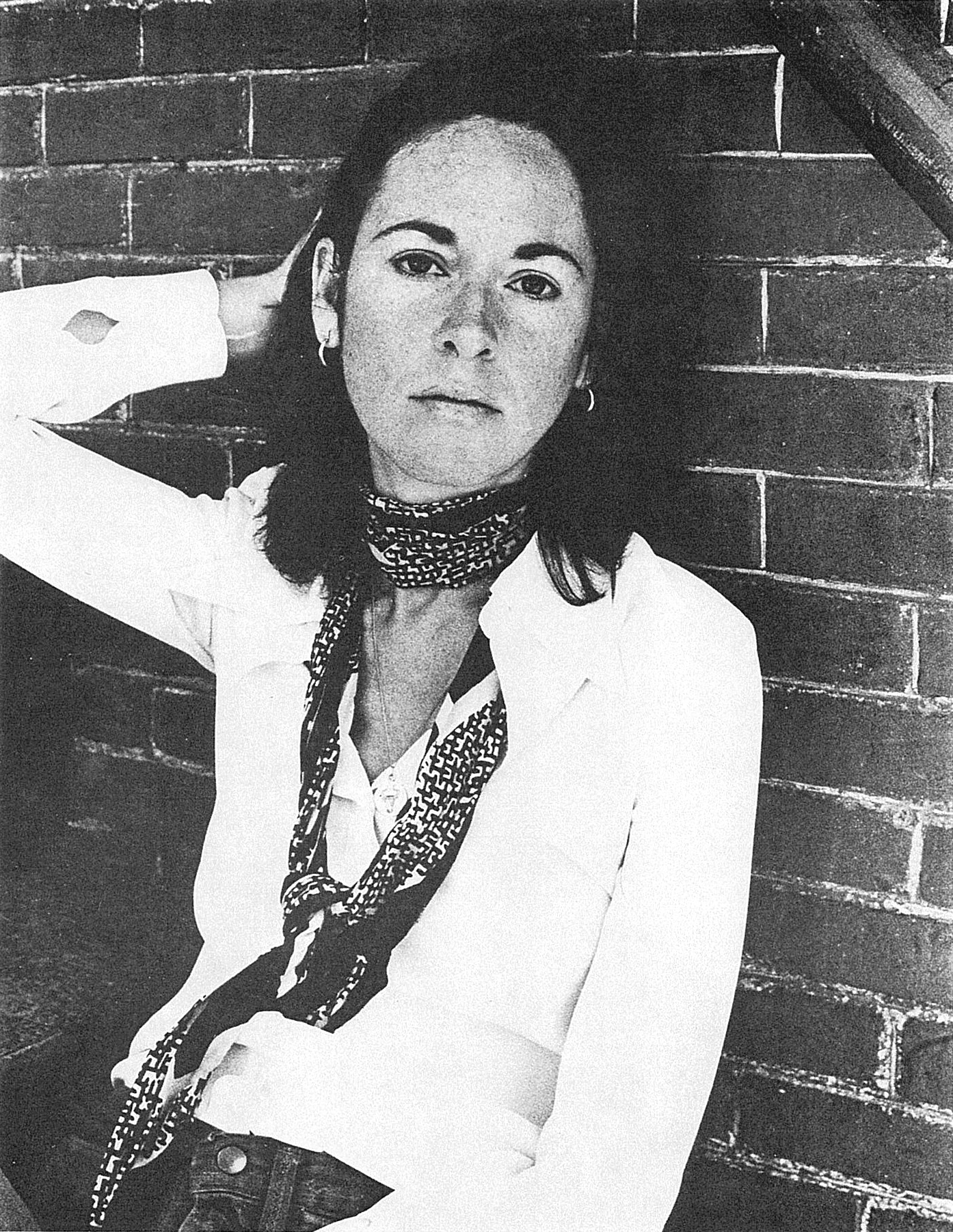
Louise Glück

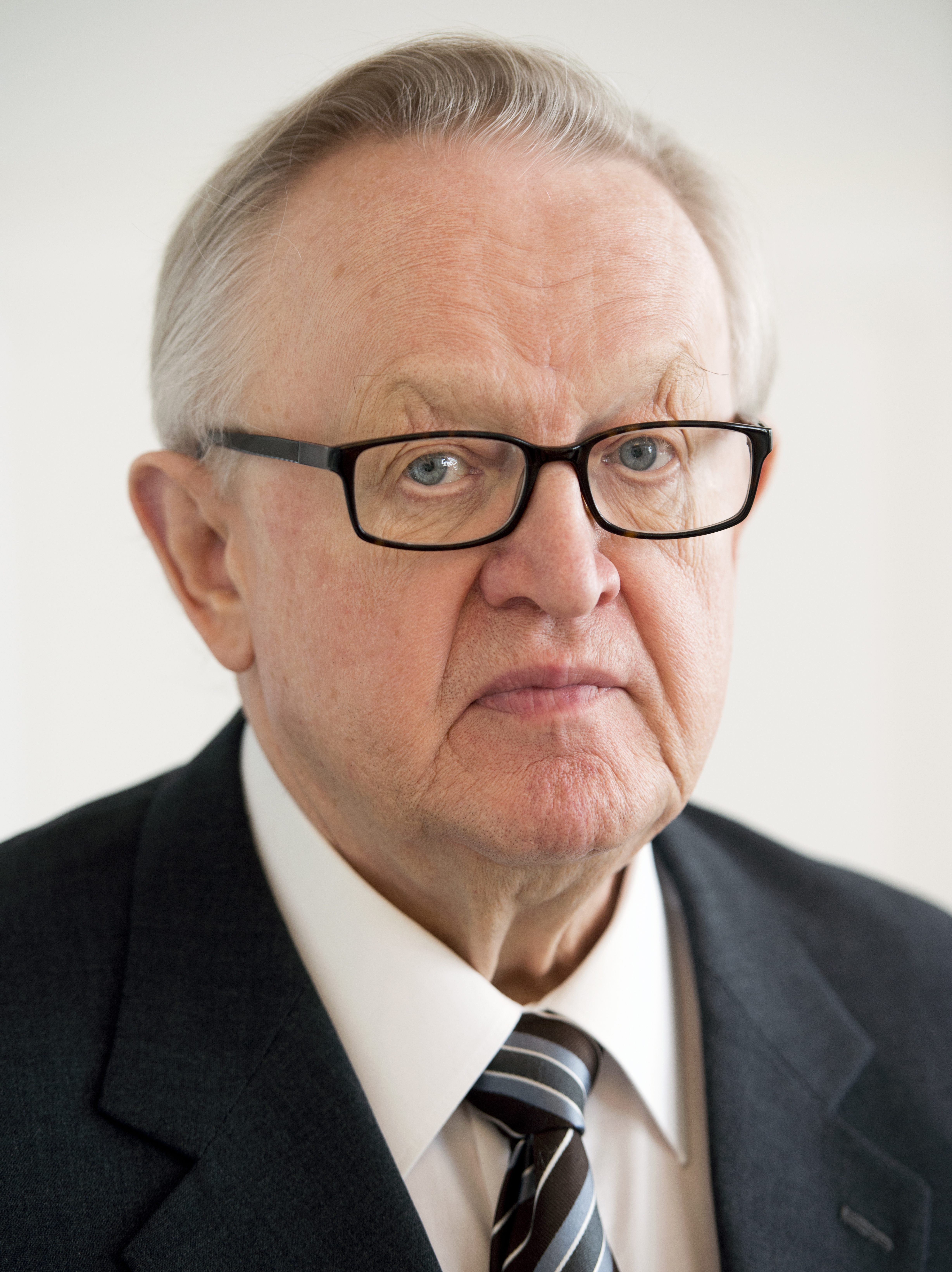
Martti Ahtisaari

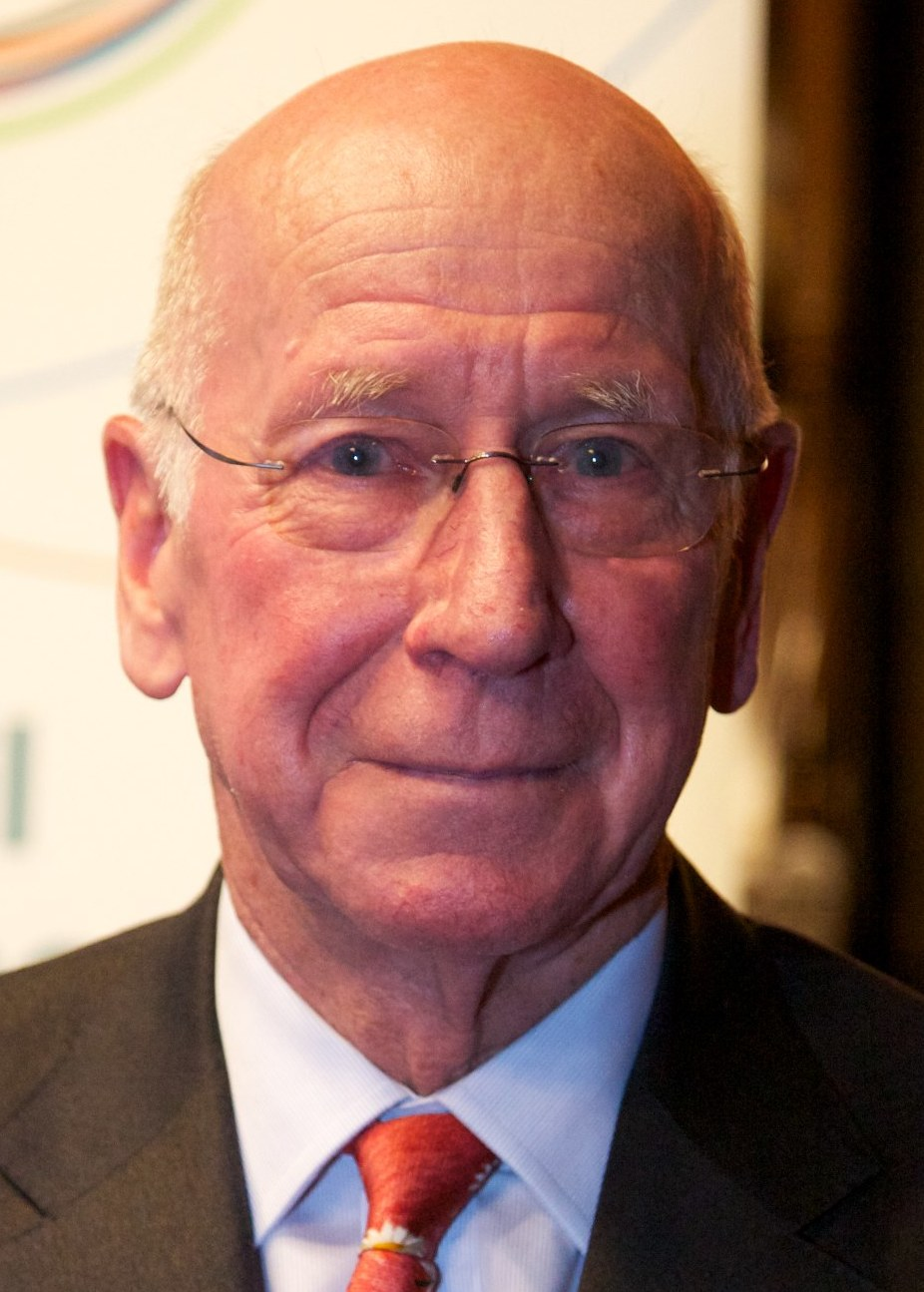
Bobby Charlton

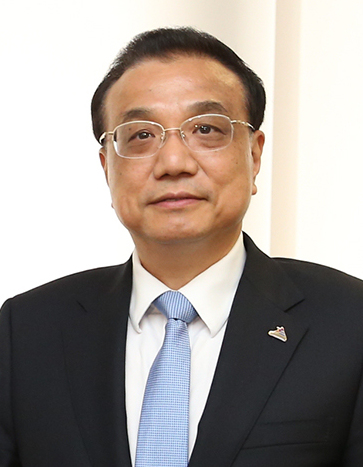
Lý Khắc Cường

- 1 tháng 10: Theresa Kufuor, y tá người Ghana (s. 1935)
- 4 tháng 10:
  - Telesphore Toppo, Hồng y Công giáo La Mã Ấn Độ (s. 1939)
  - Ivan Nikitchuk, chính trị gia Nga (s. 1944)
- 5 tháng 10: 
  - Larisa Opanasyuk, chính trị gia Nga (s. 1962)
  - Tommy Hoyland, cầu thủ bóng đá người Anh (s. 1932)
- 6 tháng 10:
  - Mary Chronopoulou, nữ diễn viên Hy Lạp (s. 1933)
  - Vilém Mandlík, vận động viên chạy nước rút Olympic người Séc (s. 1936)
  - Đào Nguyên Cát, chuyên gia kinh tế Việt Nam (s. 1927)
- 7 tháng 10:
  - Marouf al-Bakhit, sĩ quan quân đội và chính trị gia Jordan (s. 1947)
  - Jayar Davidov, chỉ huy cảnh sát, tổng giám đốc Cảnh sát Israel[148]
  - Ofir Libstein, chính trị gia, người đứng đầu Sha'ar HaNegev Regional Council (s. 1973)[149]
  - Yonatan Steinberg, đại tá, chỉ huy Nahal Brigade (s. 1981)[150]
- 8 tháng 10: László Sólyom, luật gia và chính trị gia Hungary (s. 1942)
- 9 tháng 10: Chuck Feeney, nhà bán lẻ du lịch và nhà từ thiện người Mỹ (s. 1931)
- 11 tháng 10: Aérea Negrot, ca sĩ Venezuela (s. 1980)
- 12 tháng 10:
  - Alice Mabota, nhà hoạt động nhân quyền người Mozambique (s. 1949)
  - Igor Yevgrafov vận động viên bơi lội người Nga (s. 1955)[151]
  - Andriy Vasylyshyn, sĩ quan cảnh sát người Ukraina (s. 1933)[152]
- 13 tháng 10: 
  - Louise Glück, nhà thơ Mỹ (s. 1943)
  - Murad Abu Murad, chiến binh người Palestine, người đứng đầu hoạt động không quân của Hamas[153]
- 14 tháng 10:
  - Gastón Ugalde, nghệ sĩ người Bolivia (s. 1944)
  - Gembong Warsono, chính trị gia Indonesia (s. 1963)
- 15 tháng 10: 
  - Giselle Khoury, nhà báo người Lebanon (s. 1961)
  - Tùng Lâm, nghệ sĩ hài Việt Nam (s. 1934)
- 16 tháng 10: Martti Ahtisaari, Tổng thống thứ 10 của Phần Lan (s. 1937)
- 17 tháng 10: Chu Minh, nhạc sĩ Việt Nam (s. 1931)
- 18 tháng 10: Aleksandr Vladimirovich Buzgalin, nhà Marxist người Nga (s. 1954)
- 21 tháng 10:
  - Alejandra Villafañe, người mẫu Colombia (s. 1989)
  - Bobby Charlton, cầu thủ bóng đá Anh (s. 1937)
- 25 tháng 10: Wanda Półtawska, bác sĩ người Ba Lan (s. 1921)
- 27 tháng 10: 
  - Lý Khắc Cường, nguyên Thủ tướng Quốc vụ viện nước Cộng hòa Nhân dân Trung Hoa (s. 1955) [154]
  - Hiroshi Inuzuka, diễn viên và tay bass người Nhật (s. 1929)[155]
- 28 tháng 10:
  - Alaba Lawson, trùm kinh doanh và học giả người Nigeria (s. 1951)
  - Matthew Perry, diễn viên người Mỹ và Canada (s. 1969)

### Tháng 11

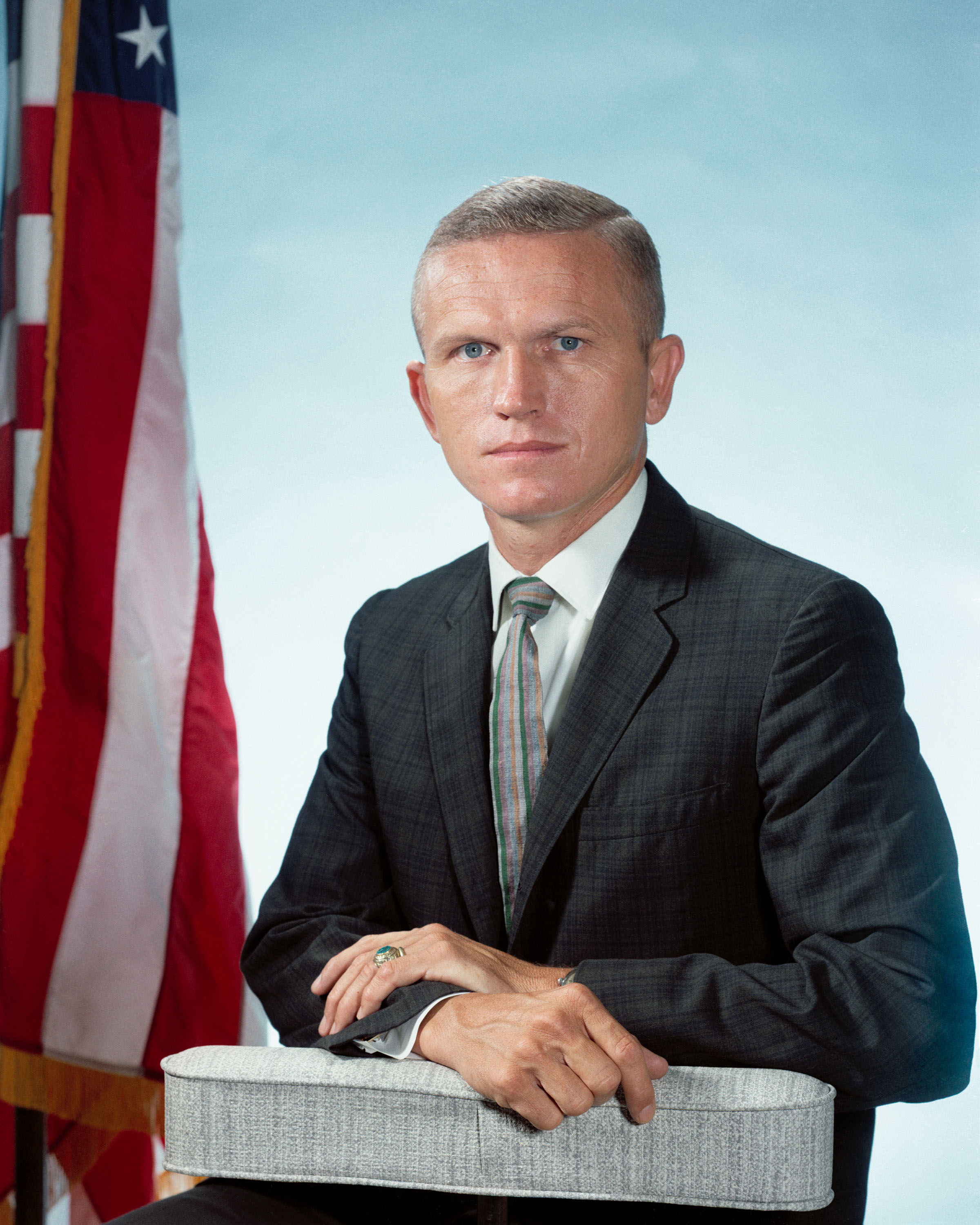
Frank Borman

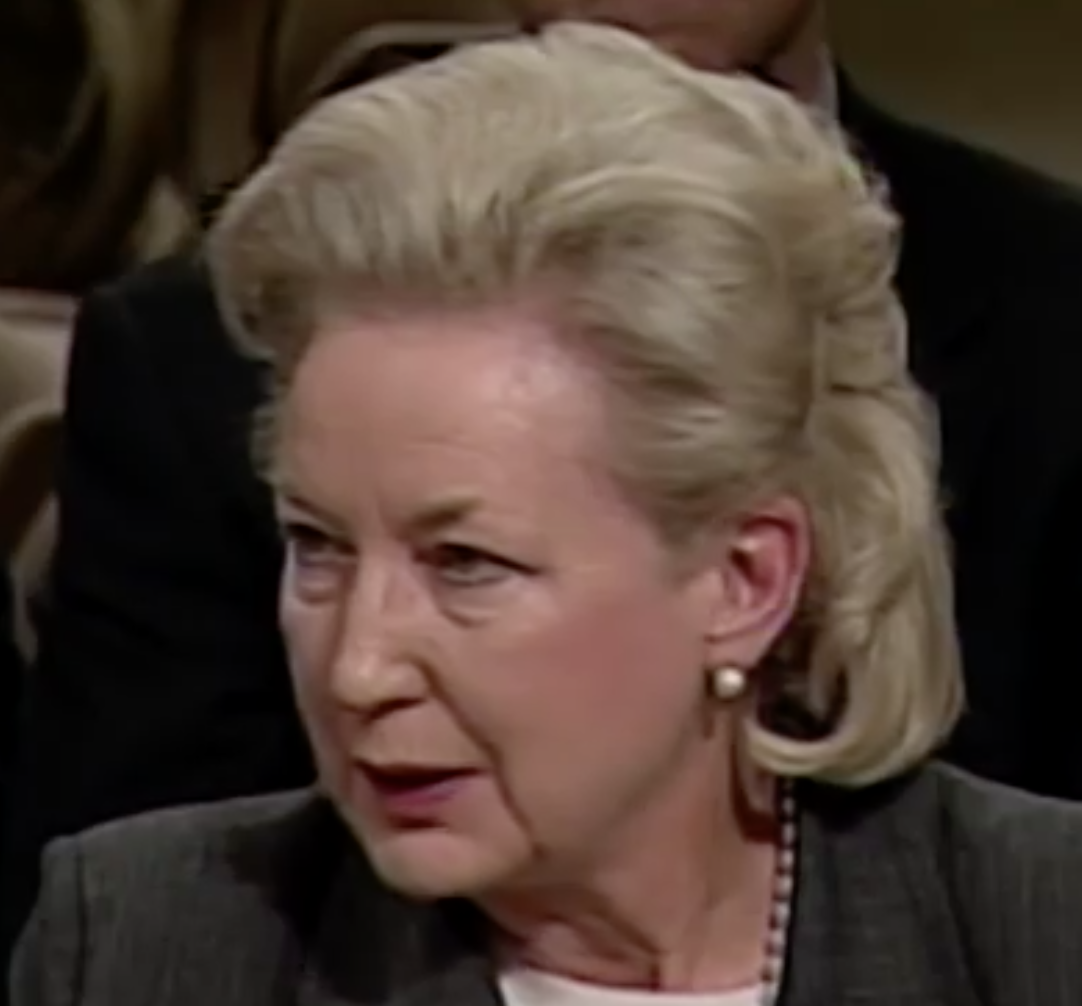
Maryanne Trump Barry

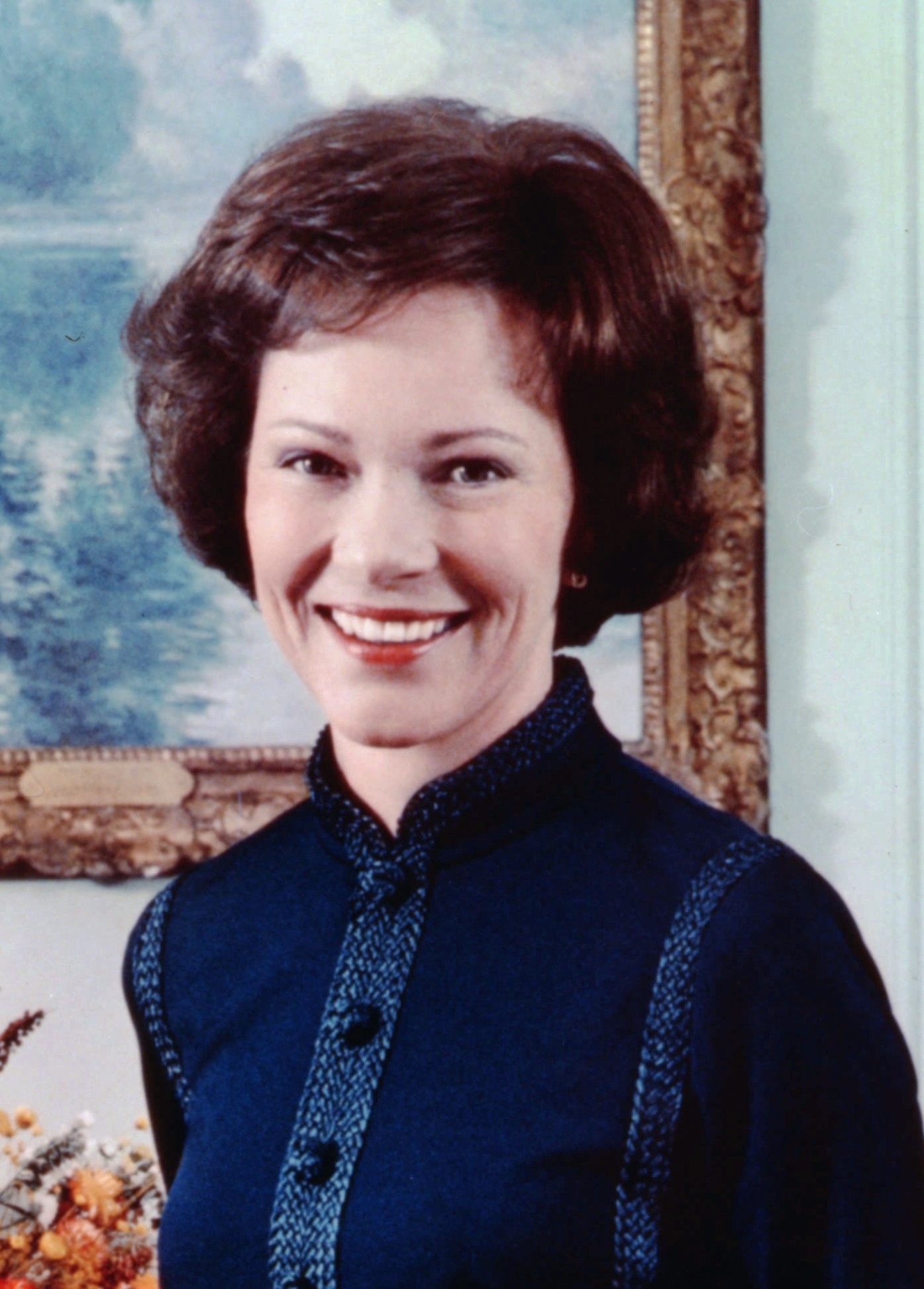
Rosalynn Carter

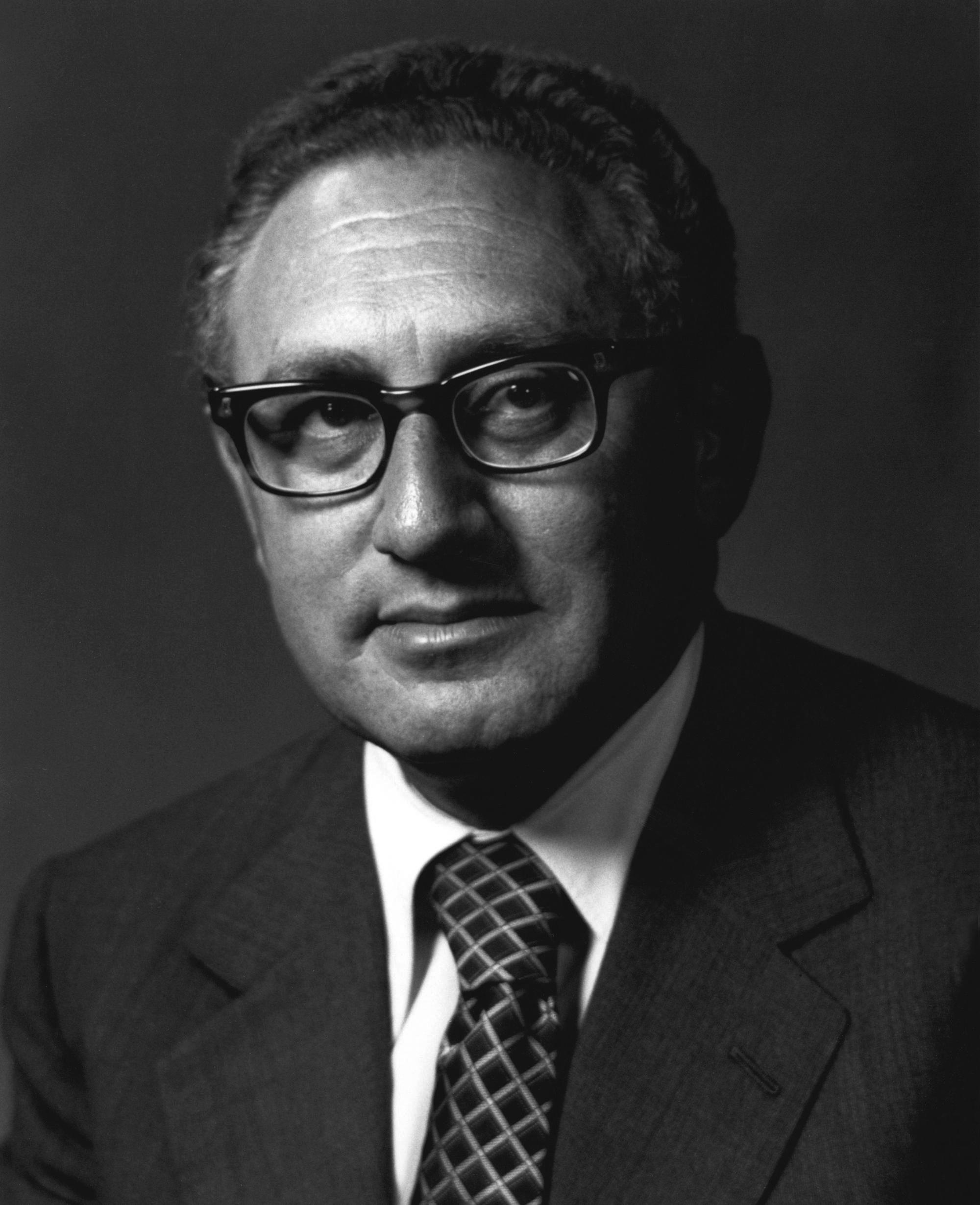
Henry Kissinger

- 1 tháng 11: Zanele Situ, vận động viên Nam Phi (s. 1971)
- 2 tháng 11: Yuri Temirkanov, nhạc trưởng người Nga (s. 1938)
- 5 tháng 11: Michael J. Alexander, thông dịch viên người Anh (s. 1941)
- 7 tháng 11: Frank Borman, phi hành gia người Mỹ (s. 1928)
- 8 tháng 11: Aderonke Kale, bác sĩ tâm thần quân đội Nigeria (s. 1939)
- 9 tháng 11:
  - Ali Niakani, cầu thủ bóng đá Iran (s. 1951)
  - John Nuttall, vận động viên chạy đường dài Olympic người Anh (s. 1967)
- 10 tháng 11: 
  - Hosoda Hiroyuki, chính trị gia Nhật Bản (s. 1944)
  - Danilo Astori, nhà kinh tế và chính trị gia người Uruguay (s. 1940)
- 11 tháng 11: Karel Schwarzenberg, chính trị gia Séc (s. 1937)
- 12 tháng 11: Joan Jara, vũ công người Anh gốc Chile và nhà hoạt động nhân quyền (s. 1927)
- 13 tháng 11: Maryanne Trump Barry, luật sư và luật sư người Mỹ (s. 1937)[156]
- 16 tháng 11: 
  - Thành Được, nghệ sĩ cải lương người Việt Nam (s. 1934)
  - George "Funky" Brown, tay trống người Mỹ (s. 1949)[157]
  - Fernando Jara, cầu thủ bóng đá Chile (s. 1930)
- 17 tháng 11: Gohar Ayub Khan, chính trị gia Pakistan (s. 1937)
- 18 tháng 11: Joyce Mpanga, chính trị gia người Uganda (s. 1934)
- 19 tháng 11: 
  - Rosalynn Carter, đệ nhất phu nhân Mỹ  (s. 1927)
  - Ninie Doniah, ca sĩ người Madagascar (s. 1966)
- 20 tháng 11: Aman Tuleyev, chính trị gia Nga (s. 1944)
- 21 tháng 11: Jerónimo Saavedra, chính khách Tây Ban Nha (s. 1936)
- 22 tháng 11: Nguyễn Quí Đức, phát thanh viên người Mỹ gốc Việt (s. 1958)
- 29 tháng 11: Henry Kissinger, Ngoại trưởng Mỹ (s. 1923) [158]

### Tháng 12

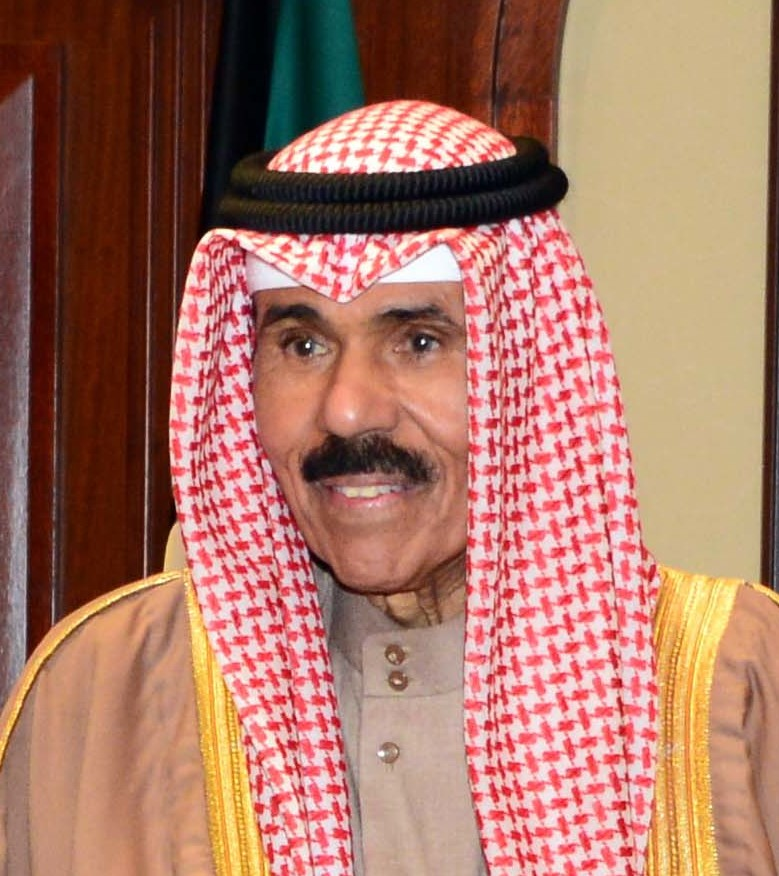
Nawaf Al-Ahmad Al-Jaber Al-Sabah

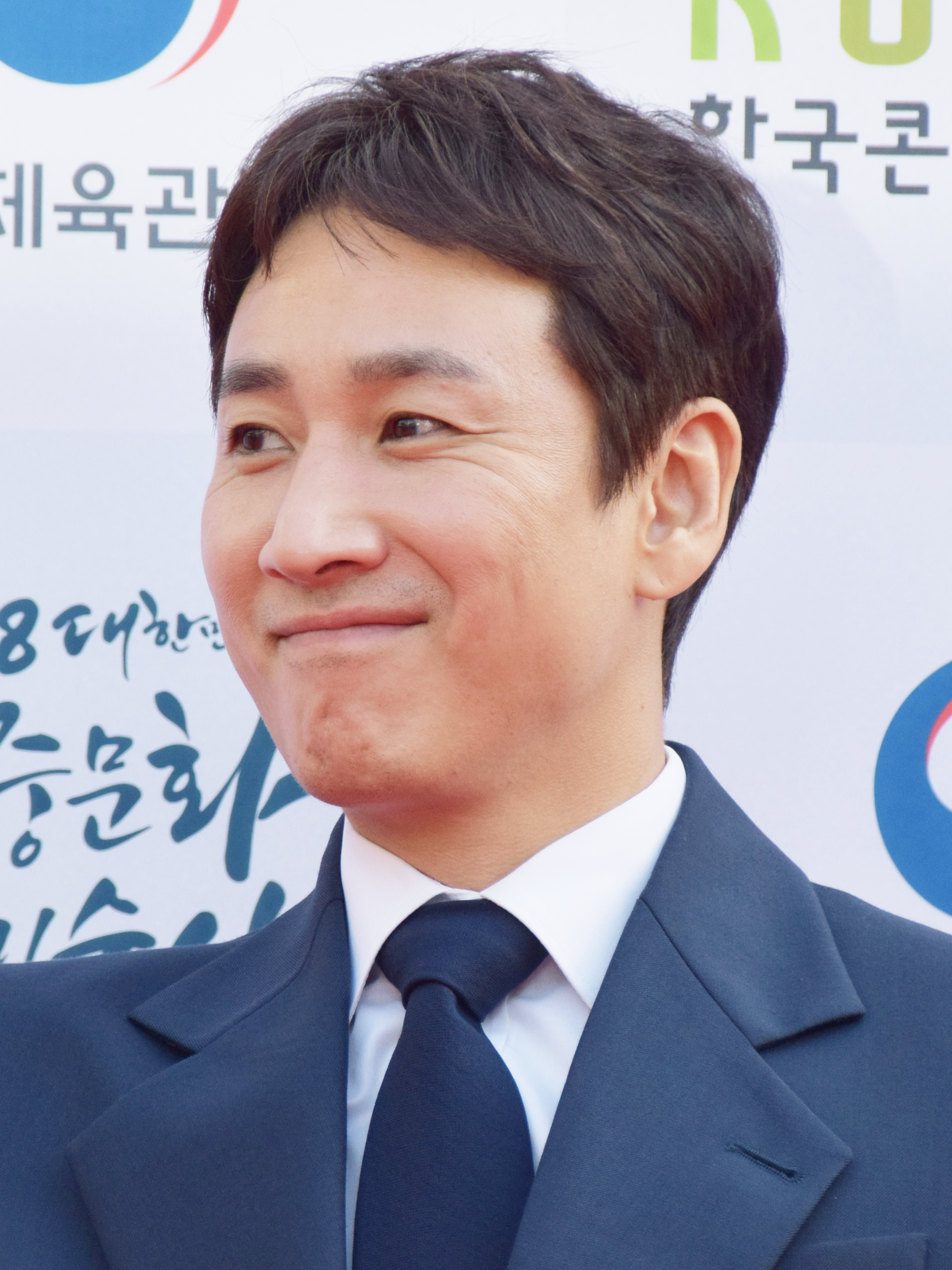
Lee Sun-kyun

- 1 tháng 12: Carissa Etienne, chuyên gia y tế công cộng từ Dominica (s. 1952)
- 3 tháng 12: Juanita Castro, nhà bất đồng chính kiến người Cuba (s. 1933)
- 5 tháng 12:
  - Denny Laine, nhạc sĩ nổi tiếng người Anh (s. 1944)
  - Dinesh Phadnis, diễn viên Ấn Độ (s. 1966)
- 6 tháng 12
  - Dương Thanh Thuận, vận động viên bida người Đài Loan (s. 1978)
  - Illia Kyva, chính trị gia Ukraina (s. 1977)
- 7 tháng 12
  - Refaat Alareer, nhà văn Palestine (s. 1979)
  - Văn Hường, nghệ sĩ hài Việt Nam (s. 1934) [159]
- 8 tháng 12: Ngụy Kim Sơn, phó đô đốc Trung Quốc (s. 1927)
- 11 tháng 12: 
  - Châu Hải My, nữ diễn viên Trung Quốc (s. 1966)
  - Zahara, nhạc sĩ Nam Phi (s. 1987)
- 12 tháng 12: Fusa Tatsumi, người Nhật Bản sống trên trăm tuổi (s. 1907)
- 13 tháng 12: Zofia Merle, nữ diễn viên Ba Lan (s. 1938)
- 15 tháng 12: Tuấn Khang, ca sĩ người Việt Nam, cựu thành viên nhóm nhạc GMC (s. 1980)
- 16 tháng 12: Nawaf Al-Ahmad Al-Jaber Al-Sabah, hoàng gia Kuwait (s. 1937)
- 21 tháng 12: Robert Solow, học gải Mỹ (s. 1924)
- 22 tháng 12:
  - Pratap Narayanrao Sonawane, chính trị gia và nghị sĩ Ấn Độ (s. 1948)
  - Giancarlo Tesini, chính trị gia người Ý (s. 1929)
  - Thomas Williams, Hồng y Công giáo La Mã New Zealand (s. 1930)
- 24 tháng 12: David Libai, luật gia và chính trị gia Israel (s. 1934)
- 25 tháng 12: 
  - Thanh Điền, nghệ sĩ guitar Việt Nam (s. 1967)
  - Sayyed Razi Mousavi, Thiếu tướng Iran[160]
- 26 tháng 12: Wolfgang Schäuble, luật sư và chính trị gia người Đức (s. 1942)
- 27 tháng 12:
  - Lee Sun-kyun, diễn viên Hàn Quốc (s. 1975)
  - María Seoane, nhà kinh tế học người Argentina (s. 1948)
  - Gaston Glock, kỹ sư Áo (s. 1929)
  - Jacques Delors, nhà kinh tế và chính trị gia người Pháp (s. 1925)
  - Aly Dũng, diễn viên điện ảnh người Việt Nam (s. 1950)
- 28 tháng 12: Vijayakanth, diễn viên Ấn Độ (s. 1952)

## Giải thưởng Nobel
- Hóa học – Moungi G. Bawendi, Louis E. Brus & Alexei I. Ekimov, cho việc khám phá và tổng hợp chấm lượng tửS.[161]
- Kinh tế – Claudia Goldin, vì công trình nghiên cứu về vai trò của nữ giới trong lực lượng lao động.
- Văn học – Jon Fosse, vì những vở kịch, văn xuôi và phong cách sáng tạo của ông, được biết đến với cái tên chủ nghĩa tối giản Fosse[162]
- Hòa bình – Narges Mohammadi, cho các công trình của cô về việc thúc đẩy Chủ nghĩa nữ quyền.[163]
- Vật lý – Pierre Agostini, Ferenc Krausz & Anne L'Huillier, cho các phương pháp thí nghiệm tạo ra xung ánh sáng attosecond cho nghiên cứu động lực học electron trong vật chất.[164]
- Sinh lý học hoặc Y học – Katalin Karikó & Drew Weissman, vì những khám phá của họ liên quan đến nucleoside sửa đổi cơ sở đã cho phép phát triển Vắc-xin mRNA hiệu quả chống lại COVID-19.[165]